# Matchbox

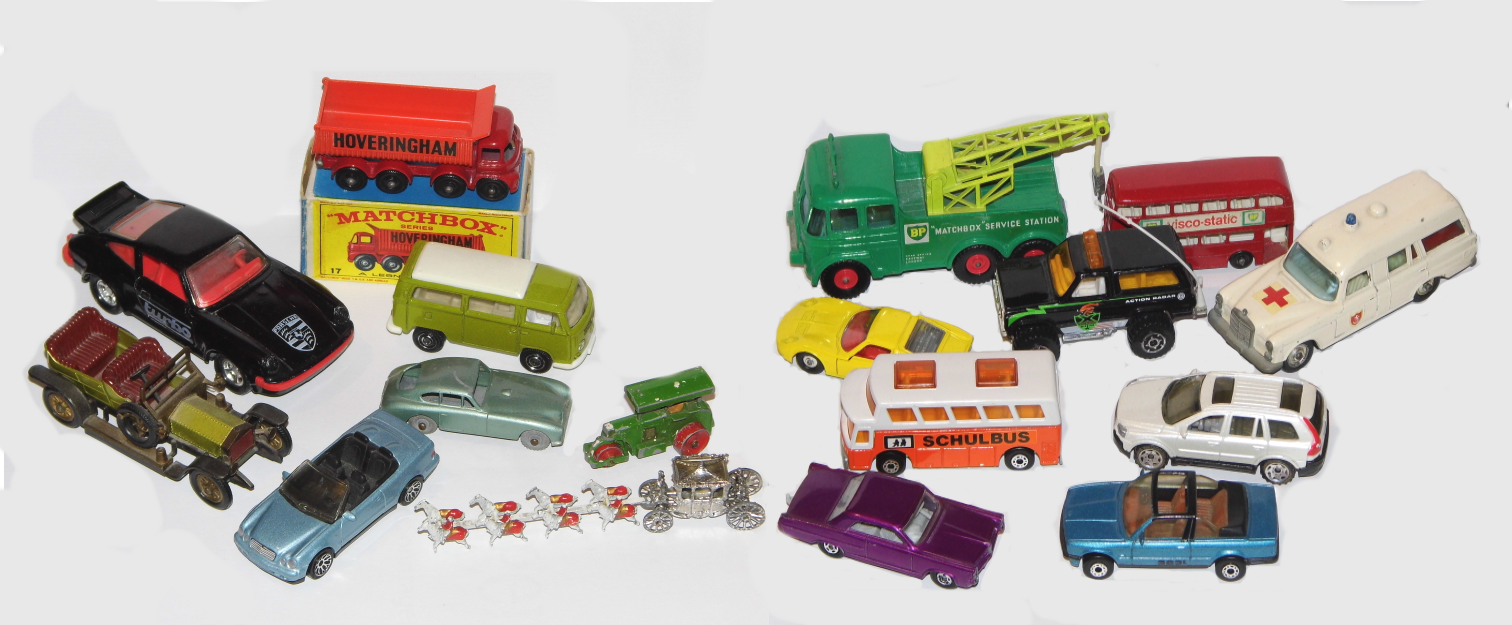
Matchbox-Modelle aus verschiedenen Epochen, mittig die Krönungskutsche und Modell Nr. 1, der Road Roller (in grün)

Der Name Matchbox ist eine Markenbezeichnung für Spielzeugautos, die ab 1953 von Lesney Products & Co. Ltd. in London produziert und vermarktet wurden. Seit 1997 gehört das Unternehmen zum US-amerikanischen Spielwarenkonzern Mattel, der unter anderem durch die Barbie-Puppe bekannt ist. 
Der Name leitet sich vom englischen Wort für Streichholzschachtel (matchbox) ab, da die Pappboxen der historischen Fahrzeugmodelle in Größe und Aussehen stark an eine solche erinnern. Aufgrund der langen Tradition der Marke werden Spielzeugautos anderer Hersteller im gleichen Maßstab oft verallgemeinernd ebenfalls Matchbox-Autos genannt (Gattungsname).

## Geschichte

### Gründungsjahre und Einstieg in die Spielzeugproduktion

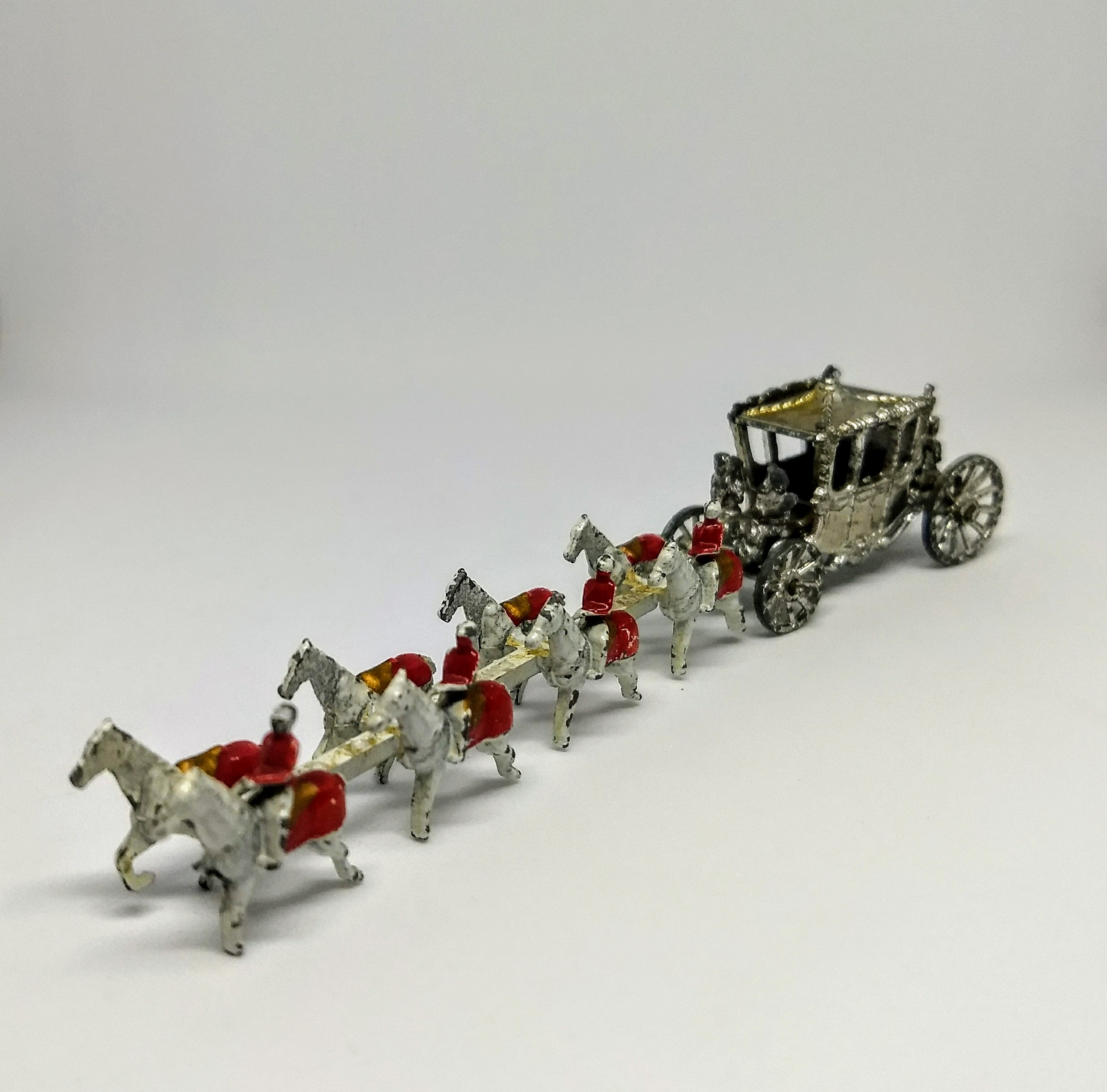
Die kleine Krönungskutsche

Nach der Gründung von Lesney Products 1947 und der Produktion von einigen großformatigen Blechspielzeugen begann man ab dem Weihnachtsgeschäft 1952/53 mit der Produktion von Spielzeugen im Matchbox-Format. Mit einem Miniaturmodell der Krönungskutsche von Königin Elisabeth II. konnte dabei mit etwa einer Million verkauften Exemplaren ein für die damalige Zeit großer Erfolg erzielt werden.

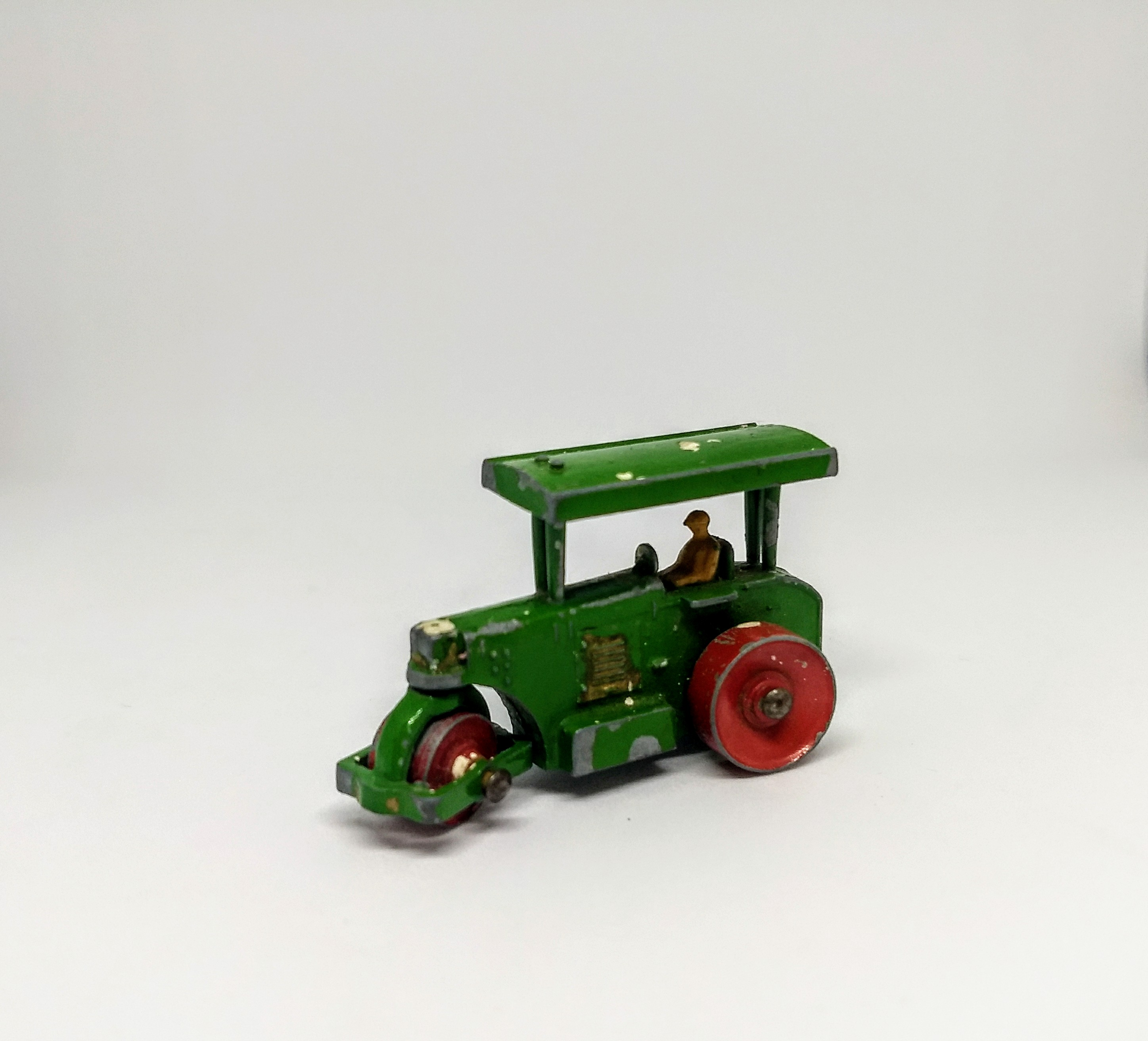
Das erste „echte“ Matchbox-Modell, der Road Roller von 1953

1953 verließ darauf das erste „echte“ Matchbox-Auto die Lesney-Produktionsstätten: Weil nur Spielzeuge, die kleiner als eine Streichholzschachtel waren, in britische Schulen mitgebracht werden durften, entwickelte Jack Odell als inzwischen leitender Angestellter der Entwicklungsabteilung bei Lesney für seine Tochter Anne eine kleine grüne Dampfwalze, den Aveling Road Roller. Der Name Matchbox war geprägt und der Grundstein für die erfolgreiche Regular-Wheels-Reihe gelegt, die bis 1969 fortgeführt werden sollte.
Bereits 1953 erschienen mit einem Feuerwehrauto, einem Kipplaster, einem kleinen Standzementmischer und einem Massey-Harris-Traktor die nächsten vier Modelle der neuen Spielzeugreihe. Alle vier waren dabei verkleinerte Modelle von Fahrzeugen, die bereits in großem Maßstab als Early Lesney Toys vermarktet wurden. Zu diesen frühen Nutzfahrzeugen kamen im späteren Verlauf der 1950er-Jahre jährlich neue Modelle, darunter auch die ersten Pkw-Modelle, auf den Markt. So erschienen neben britischen Klassikern (Aston Martin, Vauxhall Cresta oder auch Jaguar D-Type) zusätzlich Volkswagen-Modelle (VW Käfer, VW-T1-Kastenwagen) oder ein Citroën DS 19. Diese frühen unverglasten Modelle sind ebenso wie die Early Lesney Toys nur noch selten im guten Zustand zu finden und erzielen hohe Sammlerpreise. Eine vorhandene Originalverpackung erhöht den Wert wie bei allen Fahrzeugmodellen dabei deutlich, weiteres dazu im Abschnitt Sammlerwerte.
Aufgrund von Einwänden der Spielwarenhändler gegen die Flut an Neuerscheinungen in den ersten Jahren wurde 1960 entschieden, die Anzahl der Fahrzeuge über die Jahre bei den bis dato 75 erschienenen Modellen zu belassen. Ab 1959 wurde in jedem Jahr eines der alten Modelle durch ein neues ersetzt, das die gleiche Nummer erhielt und als B-, C- oder sogar D-Variante gelistet wurde. Das neue Modell konnte entweder eine neuartige Variante des Vorgängermodells (wie bei den Road Rollern RW 1A bis RW 1D der Fall) oder ein völlig anderes Modell sein. Fortan wurde die Regular-Wheels-Reihe auch unter dem Namen 1-75 bekannt.

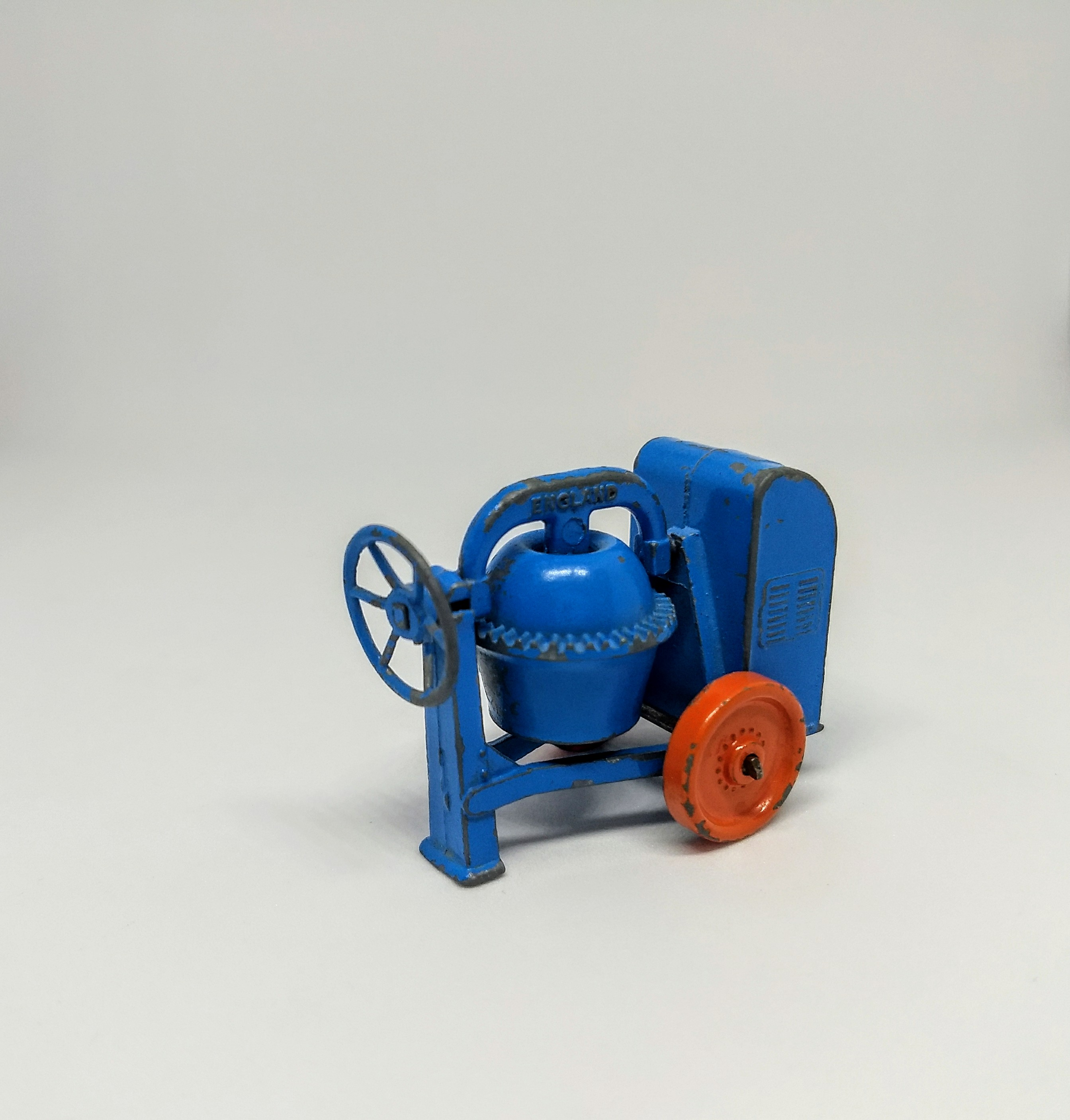
Eines der ersten Regular Wheels-Modelle: Der Cement Mixer Nr. 3A (1953)
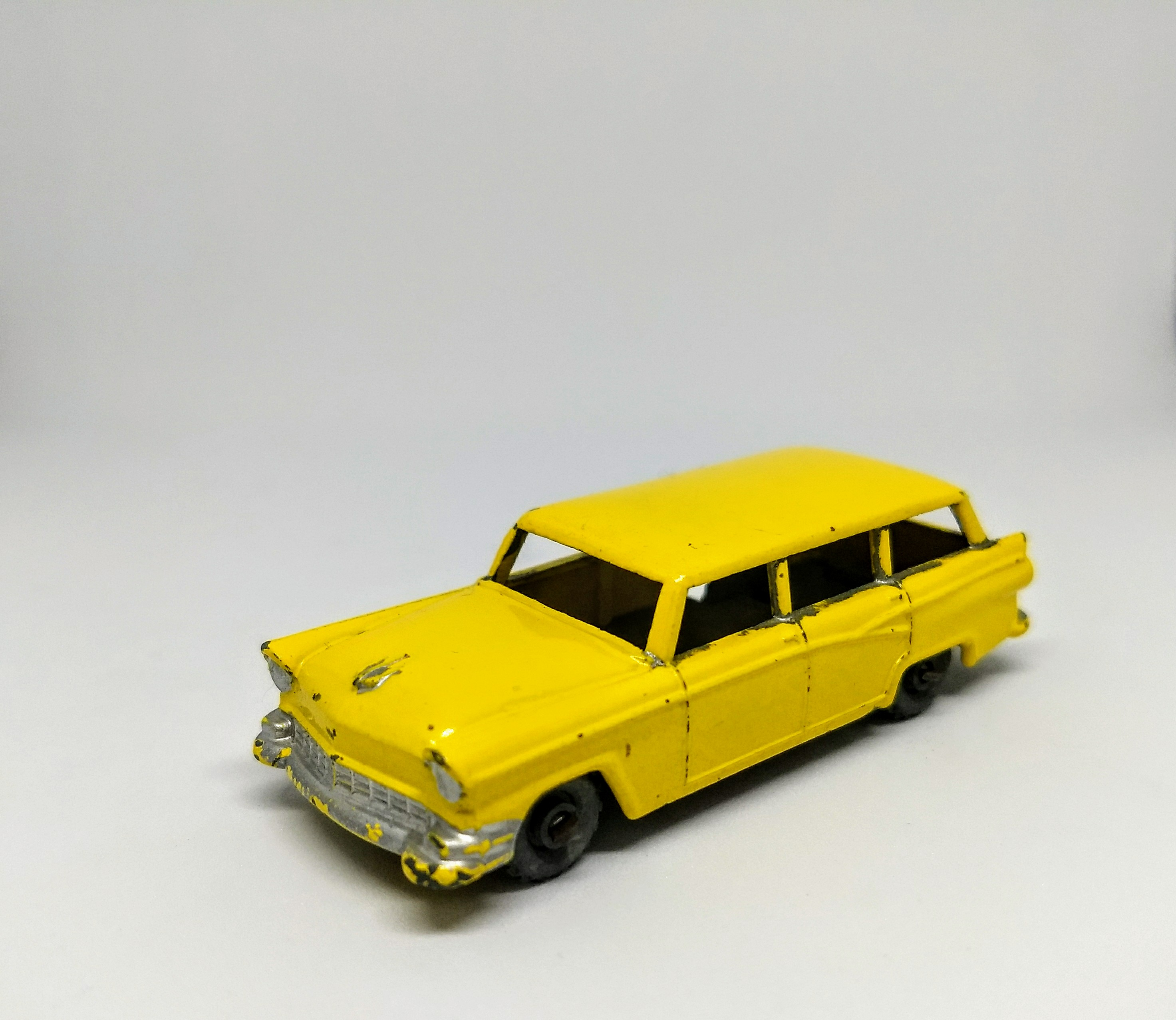
Ein American Ford Station Wagon von Matchbox, Nummer 31A von 1957
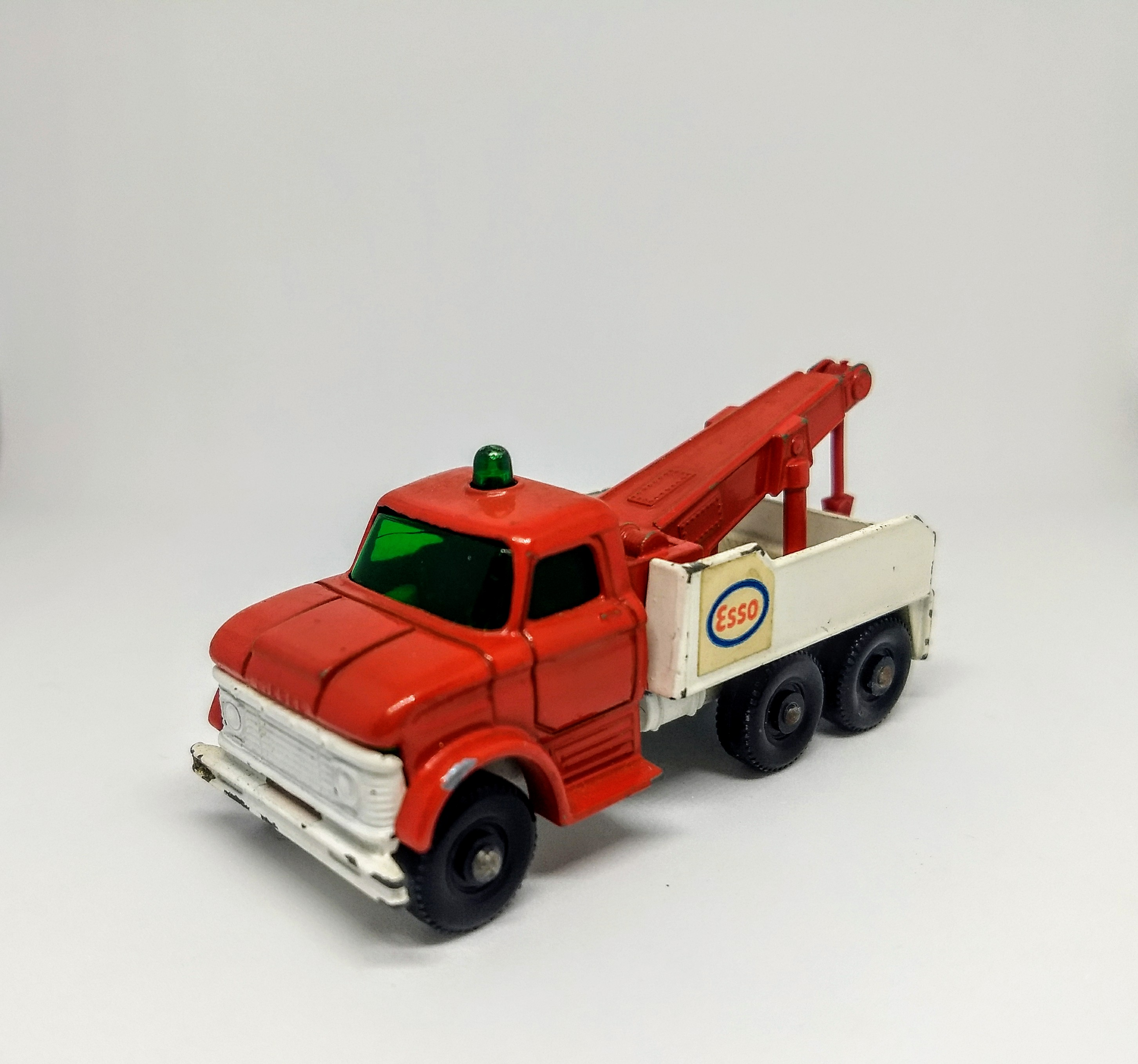
Der Ford Heavy Wreck Truck, Nummer 71C von 1968
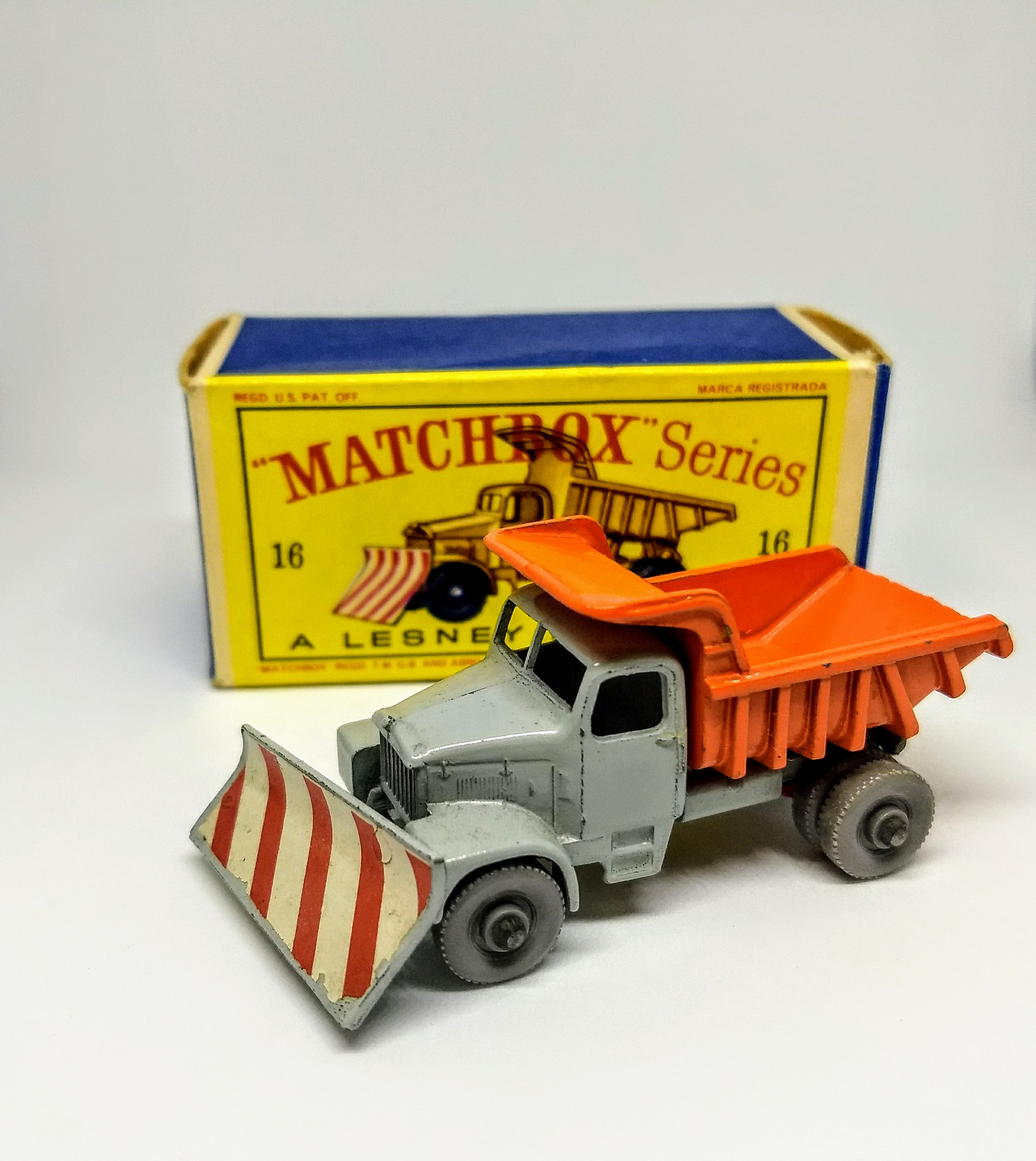
Der Scammell Snowplough mit grauen Rädern und Originalverpackung, Nummer 16C von 1964

Im Jahr 1956 erschienen zudem die Models of Yesteryears zum ersten Mal. Die frühen Modelle dieser Reihe waren größtenteils Pferdekutschen und Fahrzeuge aus den Anfangsjahren der Motorisierung. Später wurden die Modelle auf Fahrzeuge aus den Jahren von etwa 1910 bis 1930 umgestellt und bis in die 1990er-Jahre fortgeführt. Heute erscheinen nur noch zu besonderen Anlässen neue MOYs, die vor allem für Sammler dieser Reihe attraktiv sind.
Erstmals auf den Markt gebracht wurden im Jahr 1956 beziehungsweise 1957 zusätzlich die Modelle der sogenannten Accessory Packs und der Major Packs. Während die Accessory Packs aus Zubehör für die kleinen Fahrzeuge bestanden (zum Beispiel Tankstellen, ein kleiner Laden aus Metall oder Zapfsäulen für die Tankstellen), waren die Major Packs eine eigene neue Palette an Fahrzeugmodellen. Vor allem LKW oder auch ein großer BP-Renntransporter für zwei Regular-Wheels-Rennwagen gehörten zur Serie, welche die 1960 folgende King-Size-Reihe einläuten sollte.
Diese King-Size-Reihe folgte dem Prinzip der Major Packs und hatte vor allem große Modelle im Angebot: Neben Nutzfahrzeug-Klassikern (Foden-Betonmischer, Claas-Mähdrescher oder auch einem Tieflader) waren auch einige Personenwagen im ungefähren Maßstab 1:43 Bestandteil der King-Size-Serie. Das erste Modell war der Mercury Cougar (K-21), dem im Laufe des Jahres 1969 ein Dodge Charger (K-22), ein Mercury-Polizeiwagen (K-23) und ein Lamborghini Miura (K-24) folgten. Später wurde auch ein Mercedes-Benz-Krankenwagen mit Binz-Sonderaufbau und herausnehmbarer Krankentrage angeboten.

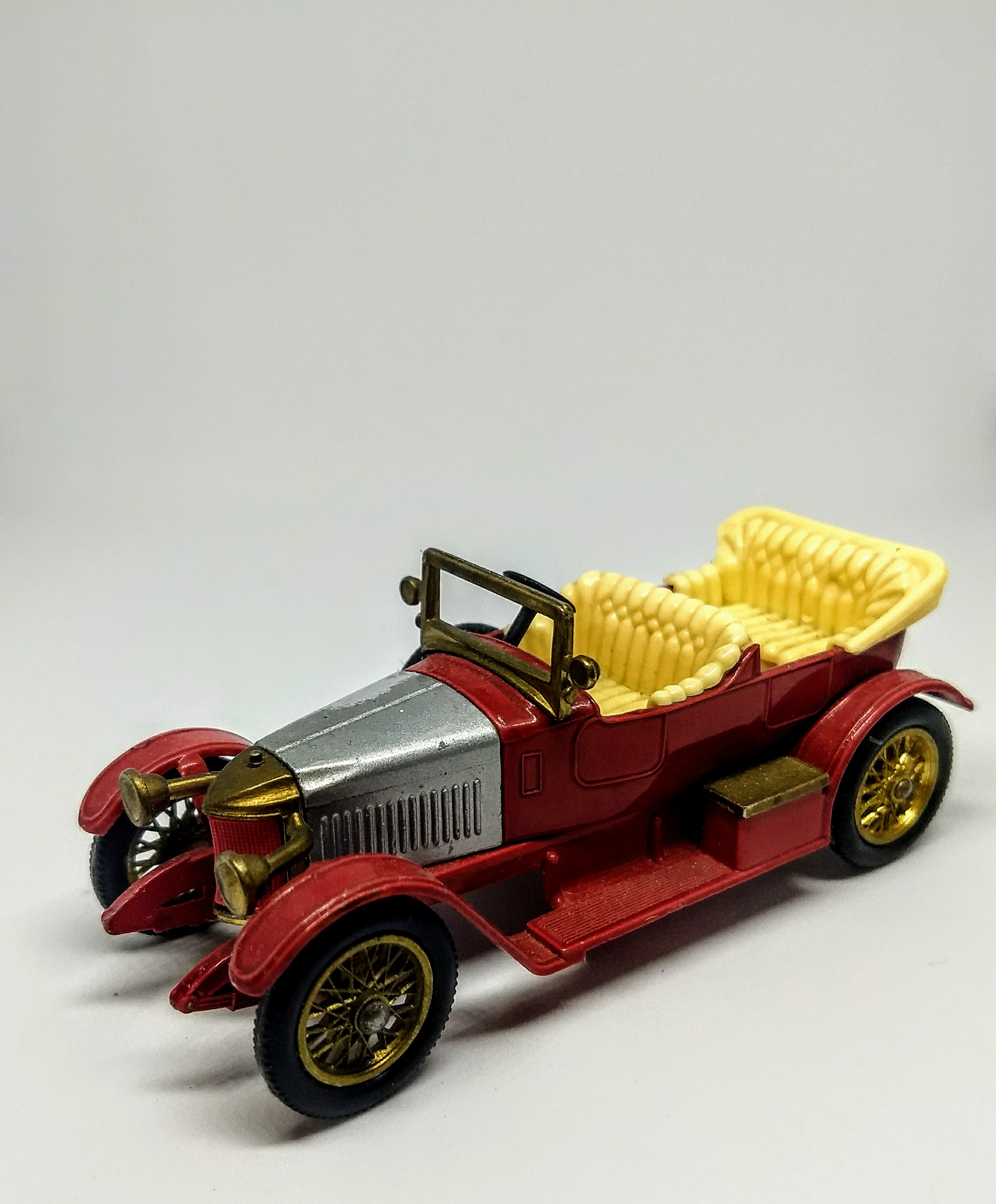
Ein Models of Yesteryears Vauxhall Prince Henry, Nummer Y-2C von 1970
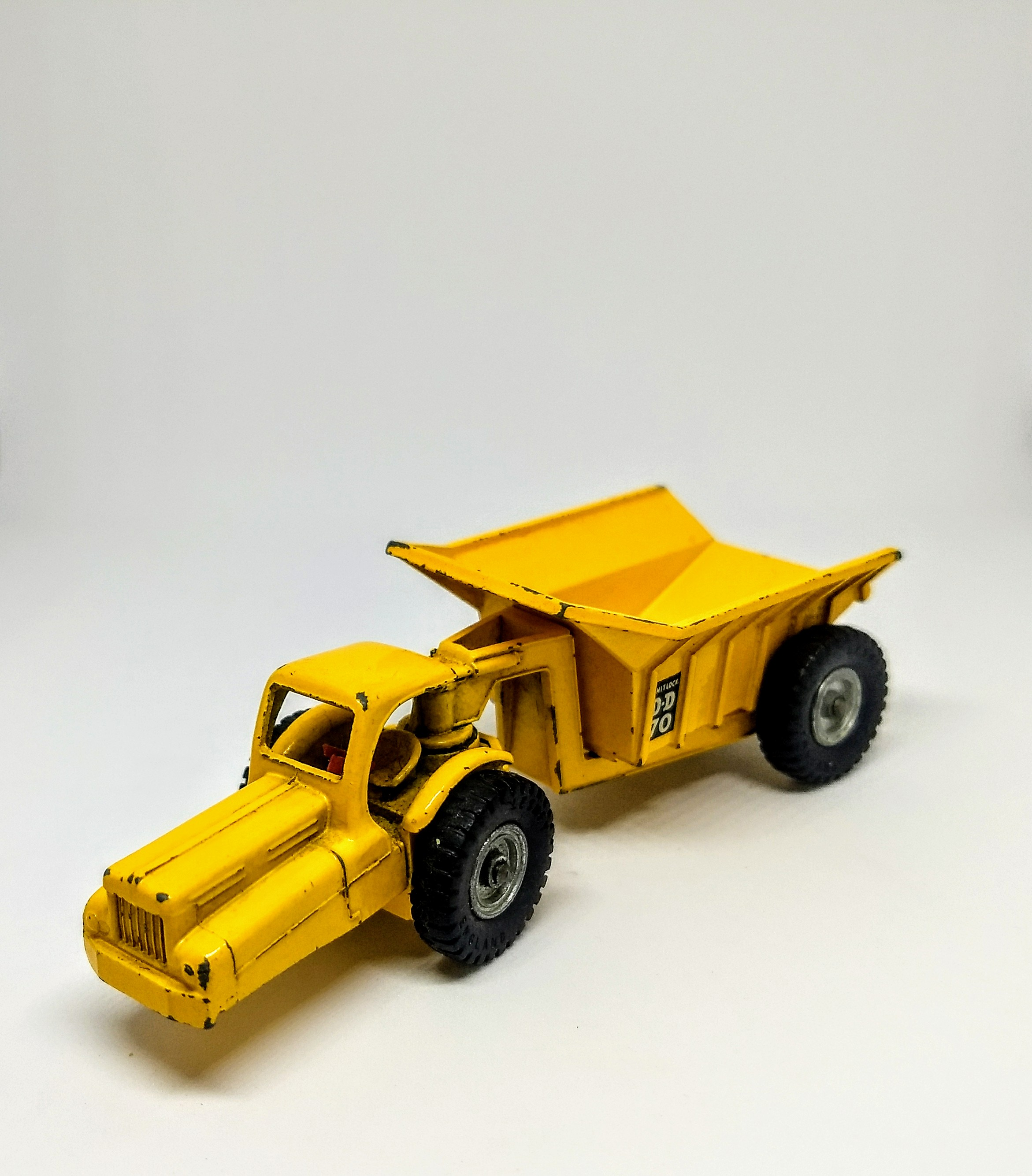
Ein Major Pack Dinkum Dumper, Nummer M-10A von 1962
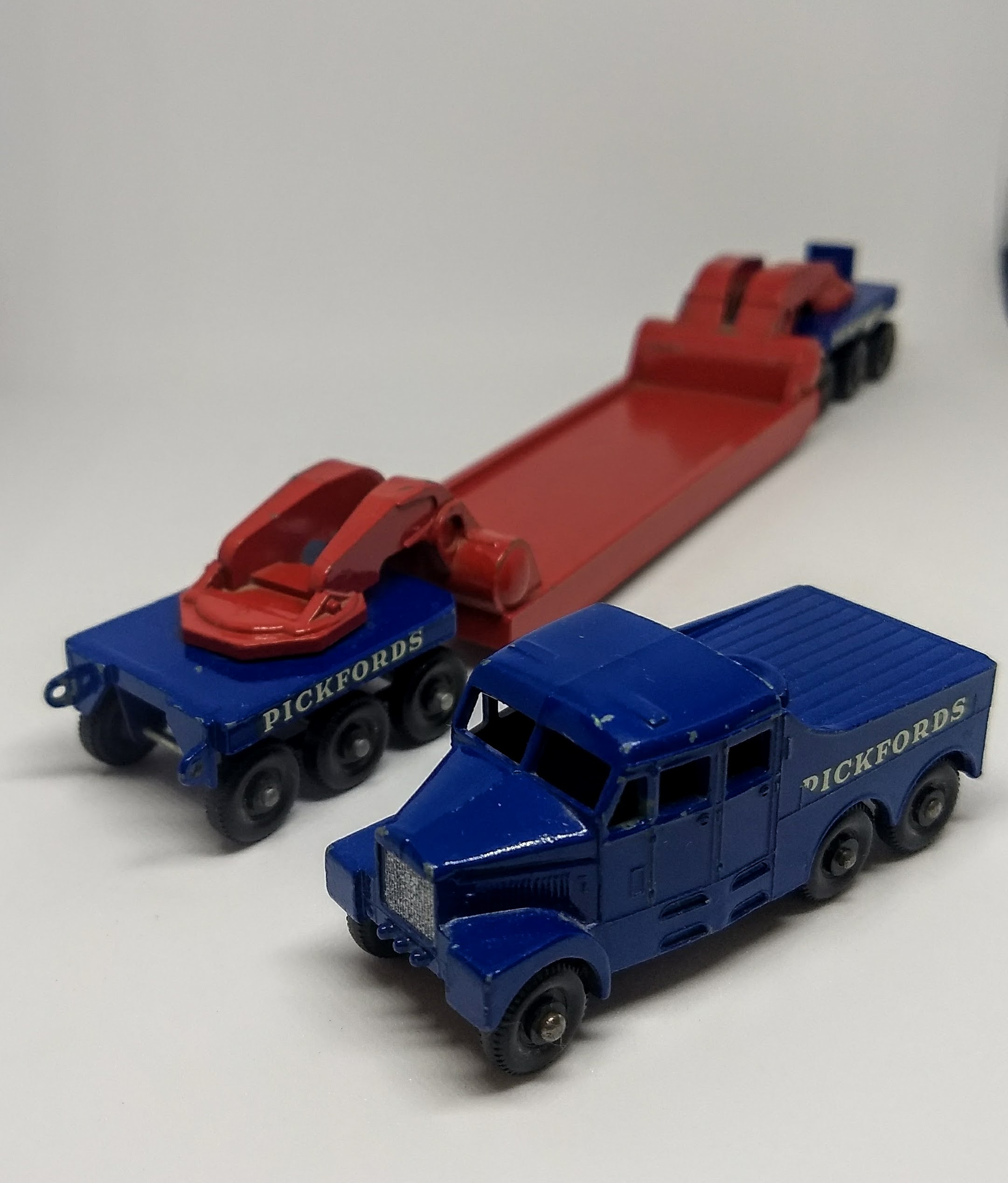
Ein Major Pack Pickfords 200 Ton Transporter, Nummer M-6A von 1960
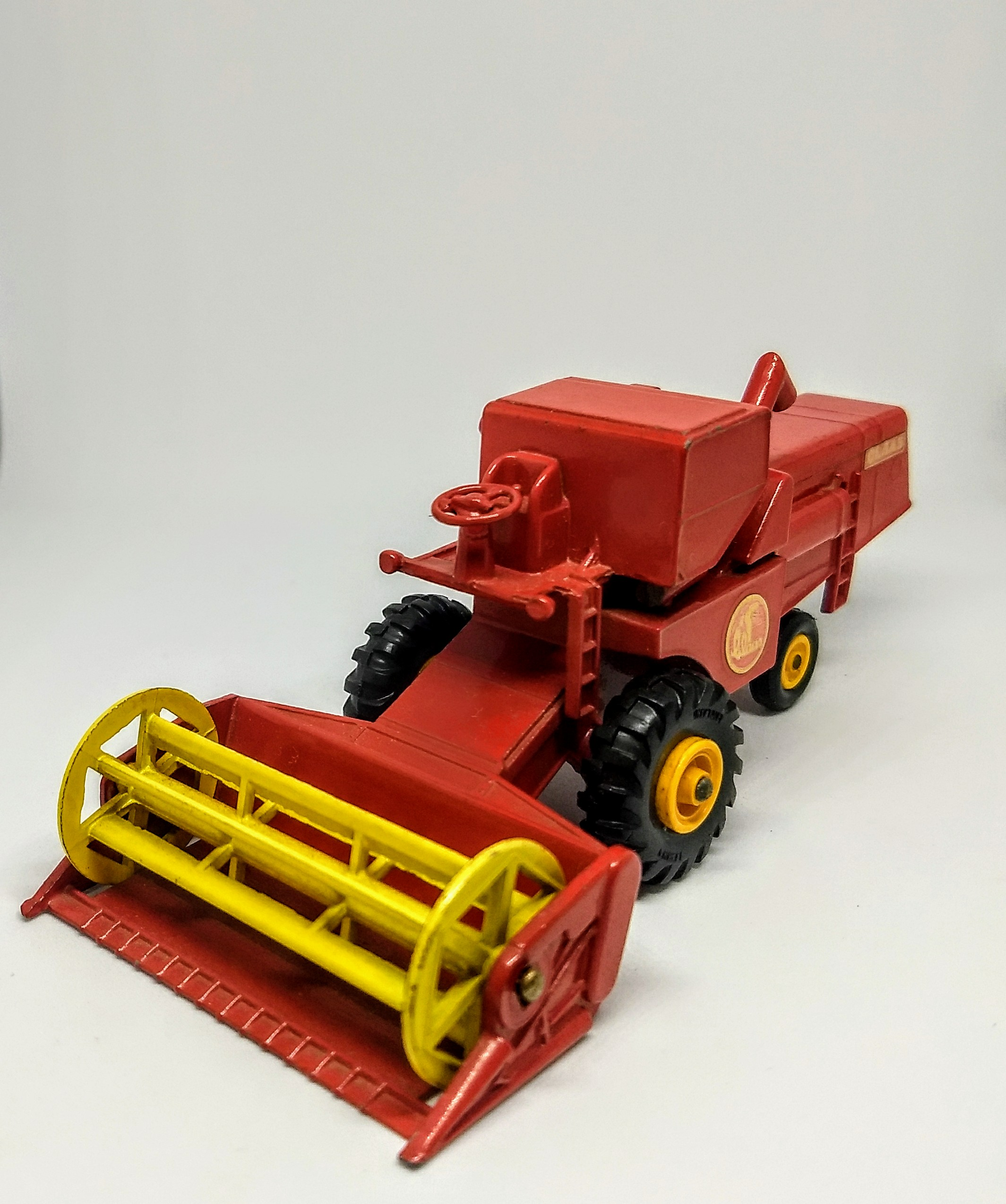
Ein King Size Claas Combine Harvester Nr. K-9 von 1962
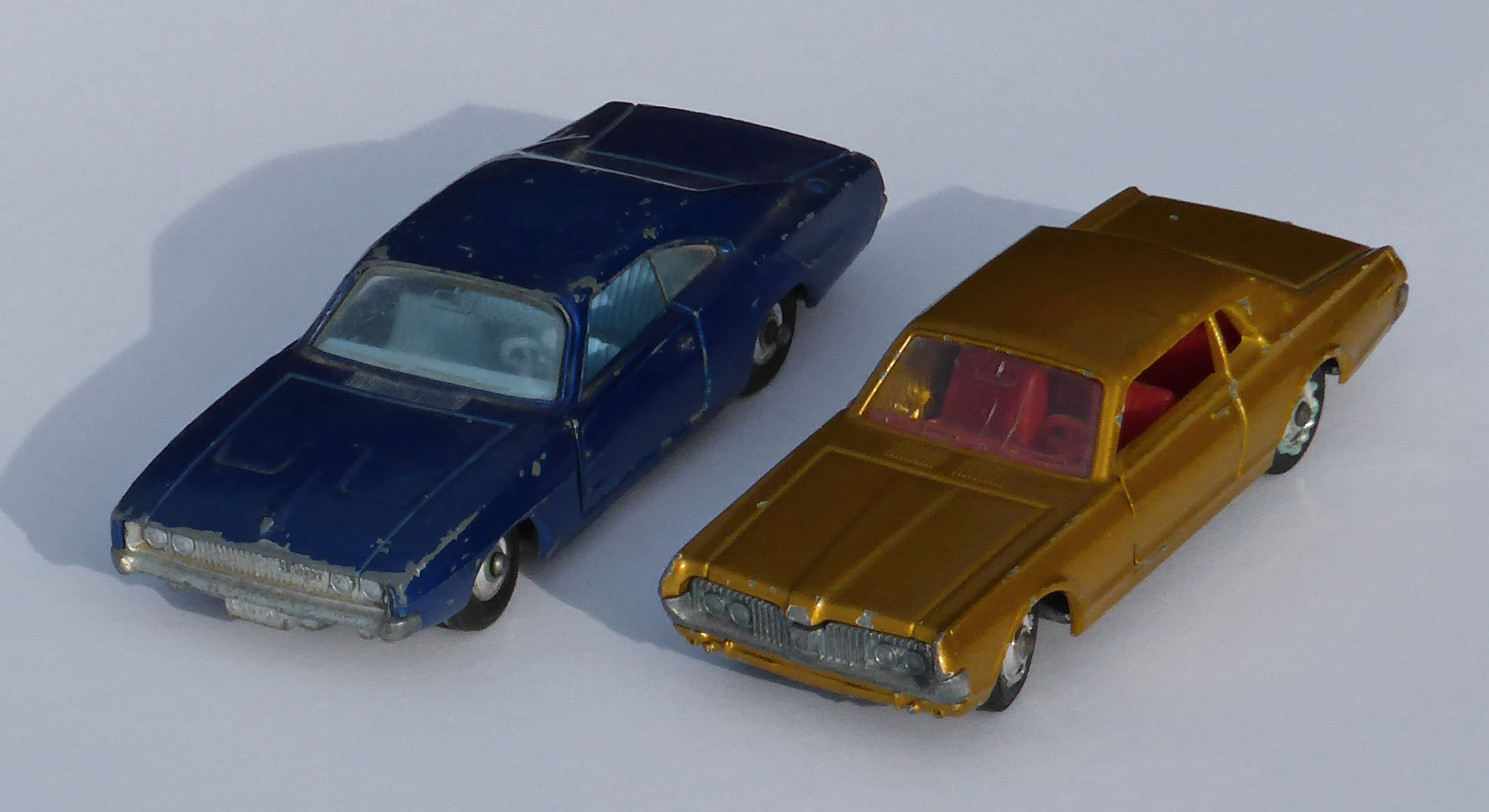
Die ersten beiden Personenwagen der King-Size-Serie: Mercury Cougar (rechts) und Dodge Charger (1969)

Im weiteren Verlauf der 1960er-Jahre stiegen die Unternehmenskapazitäten bei Lesney aufgrund des anhaltenden Erfolges weiter an. In einem 1962 in der New York Times veröffentlichten Interview mit Jack Odell berichtete dieser, dass Matchbox pro Woche eine Million Spielzeugautomobile auf den Markt bringe. Spätestens mit der Fertigstellung der Lesney Factory in Hackney im Jahr 1963 war es nun möglich, erstens deutlich größere Mengen an Modellen zu produzieren und zweitens diese auch logistisch in alle Welt zu verteilen. Mit unternehmenseigenen LKW wurden die mit Modellen gefüllten Container zu Schiff und Bahn geschafft.
Auch die Zahl der Mitarbeiter, die Produktionsmenge und die Anzahl der weiteren Werke erhöhte sich nach dem Bau der neuen Fabrik deutlich. Während im 1966er-Sammelkatalog noch von weltweit 3500 Mitarbeitern und zwei Millionen Modellen pro Woche die Rede ist, sind Ende der 1960er-Jahre bereits 6000 Angestellte in 13 Fabriken tätig. In einem internen Designbüro mit rund 160 Werkzeugmachern im Jahr 1963 wurden die neuen Regular-Wheels-Modelle nach vorangegangener Fotorecherche durch Experten modelliert und nach der Zustimmung von Leslie Smith an die Fertigung gegeben. Dort waren sämtliche Maschinen vom Unternehmen selbst entwickelt worden und produzierten deshalb Modelle, die genau den Vorgaben und Vorstellungen von Leslie Smith und Jack Odell entsprachen.
Genau diese Modelle waren es, die mit dem technologischen Fortschritt der 1960er-Jahre immer besser und detaillierter wurden: Anfang der 1960er-Jahre hielten die Verglasungen und die Inneneinrichtungen Einzug und in den kommenden Jahren wurde immer mehr Wert auf möglichst hohen Spielwert gelegt. Zu öffnende Türen, klappbare Kranauslieger oder auch eine lenkbare Vorderachse bei Modellen der späten 1960er-Jahre (bei Matchbox autosteer genannt, erstmals 1967 in einem Modell verbaut und 1968 verbessert und patentiert) zählten dabei zu den Innovationen dieser Zeit. Einige Modelle, meist Nutzfahrzeuge, erhielten außerdem kleine Zubehörteile wie Kühe, Pferde oder Gerüst-Teile. Das erste Modell mit Zubehörteilen war der 1963 auf den Markt gebrachte Studebaker Wagonaire mit einem Jäger und zwei Hunden.

### Erste Krise und Superfast-Ära (ab 1968)
Die neu auf den Markt gebrachten Hot-Wheels-Modelle von Mattel, die mit ihren dünnen Leichtlaufrädern deutlich schneller waren als die herkömmlichen Regular Wheels, machten ab 1968/1969 ein Umdenken bei Matchbox erforderlich. Mit dem Regular-Wheels-Modell 75B Ferrari Berlinetta endete in diesem Jahr deshalb die Regular-Wheels-Ära. Als Antwort auf die Hot-Wheels-Autos brachte Matchbox ab 1969 die ersten Superfast-Modelle auf den Markt, die den Modellen aus dem Mattel-Konzern dank ebenfalls sehr dünnen Rädern und dem schnellen Freilauf (daher der Name Superfast) Paroli bieten konnten.
Viele alte Regular-Wheels-Modelle wurden daraufhin auf die neuen Superfast-Räder umgerüstet und sind heute als Übergangsmodelle (oder auch Transitionals) bekannt. Einige alte Fahrzeuge wurden dabei 1:1 übernommen und einfach in anderen 1970er-Jahre-typischen Farben lackiert, wiederum andere Fahrzeuge wurden jedoch komplett neu entwickelt. So gelangte unter anderem der BMC-Prototyp 1800 Pininfarina, der die Form des Citroën CX vorwegnimmt, zu größerem Ruhm, als er als eines der ersten neuen Superfast-Modelle die Modellreihe einläutete.
Im weiteren Verlauf der 1970er-Jahre wurden immer ausgefallenere, dem Zeitgeist entsprechende Modelle in die Superfast-Reihe aufgenommen. Auch hierbei blieb sich Matchbox dem Prinzip der Regular-Wheels-Reihe treu, höchstens 75 Modelle gleichzeitig anzubieten. Neben einigen Realmodellen wie dem VW Golf I oder dem Ford Cortina gehörten dabei auch viele Fantasiemodelle mit großen Motoren oder überdimensionierten Rädern zum Programm. Damit gelang Matchbox die richtige Antwort auf die vielen ausgefallenen Fahrzeuge von Hot Wheels, die ebenfalls oftmals durch zahlreiche auffällige Details gekennzeichnet waren. Wie Konkurrent Hot Wheels bediente sich Matchbox bei der Namensgebung der Fahrzeuge dabei oft mit leicht eingängigen Wortspielen, die meist eine Referenz auf die Eigenschaften des jeweiligen Fahrzeuges waren. So existiert mit dem Gruesome Twosome ein flacher Sportwagen mit jeweils einem Motor vorn und hinten, der Name bedeutet in diesem Fall Die grausamen Zwei.
Alle Fahrzeuge behielten jedoch stets ihre englischsprachigen Bezeichnungen und wurden meist nur auf den länderspezifischen Boxen mit einem jeweils in Landessprache übersetzten Namen betitelt. Während beispielsweise die Nummer 43e Steam Locomotive auch im deutschsprachigen Raum diesen Namen auf der Bodenplatte trägt, ist sie für den deutschen Spielzeugmarkt auf der Verpackung mit Dampflokomotive bezeichnet.
Zu den weiteren Serien der Superfast-Ära gehören unter anderem die Speedkings und die Superkings (im Grunde Superfast-Modelle im Großmaßstab und die Nachfolgereihen der King-Size-Reihe), die BattleKings (Militärmodelle im größeren Maßstab), die Skybusters (Flugzeugmodelle ab 1973) oder die SeaKings (Schiffsmodelle ab 1973). Eine Besonderheit stellen die sogenannten Rolamatics, bei denen herkömmlichen Superfast-Modellen über eine Achse angetriebene bewegliche Teile hinzugefügt wurden. So „verwandelt“ sich der zivile Kennel Truck mit vier Jagdhunden im Heck unter dem Namen Wild Life Truck in einen gelben Safari-Pickup mit einem beweglichen Löwen auf der Ladefläche.

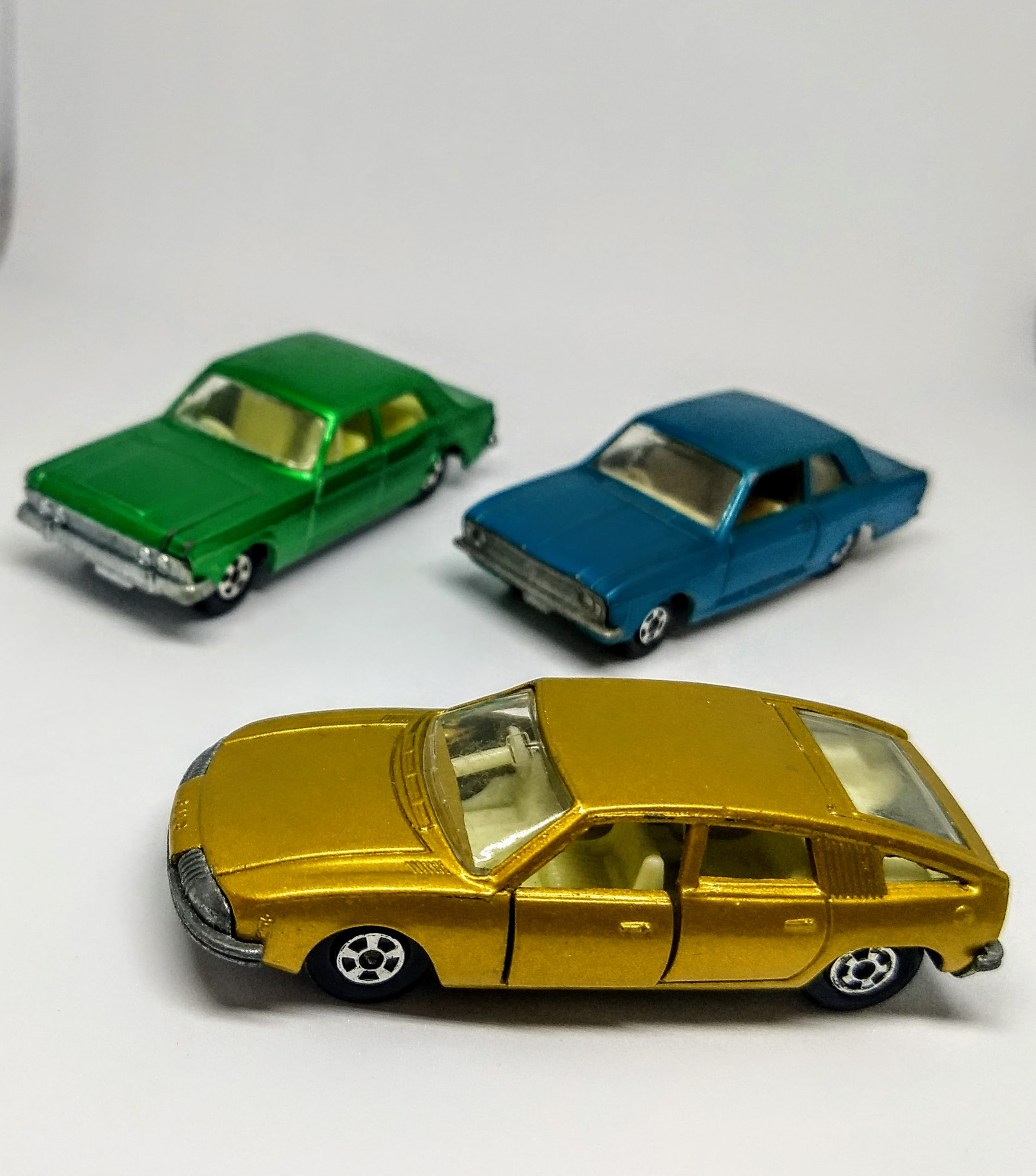
Eine Auswahl früher Superfast-Modelle aus dem ersten Produktionsjahr 1970
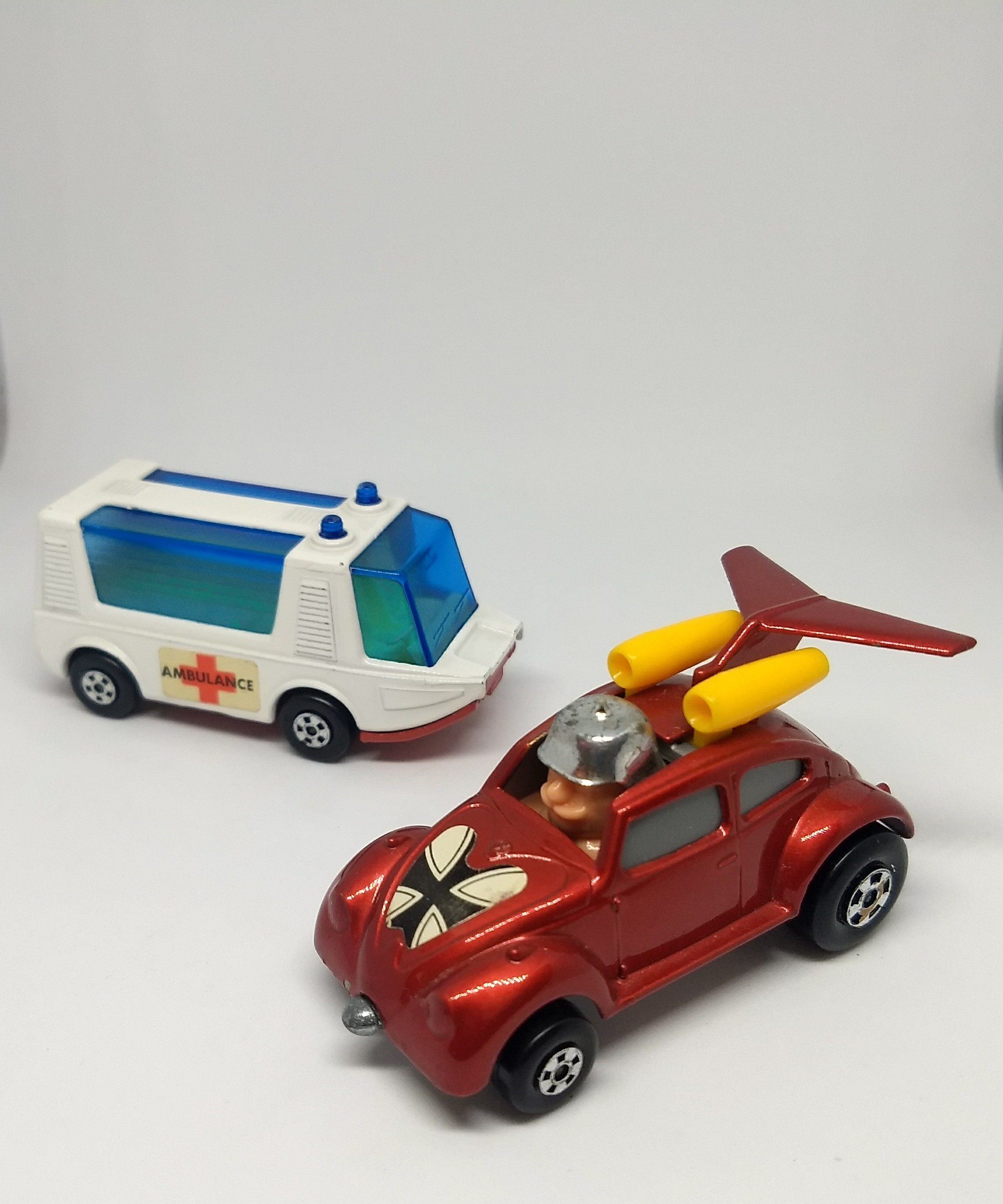
Zwei Superfast-Modelle: Der Stretcha-Fetcha-Krankenwagen von 1971 und der Flying Bug (1972) auf VW-Käfer-Basis
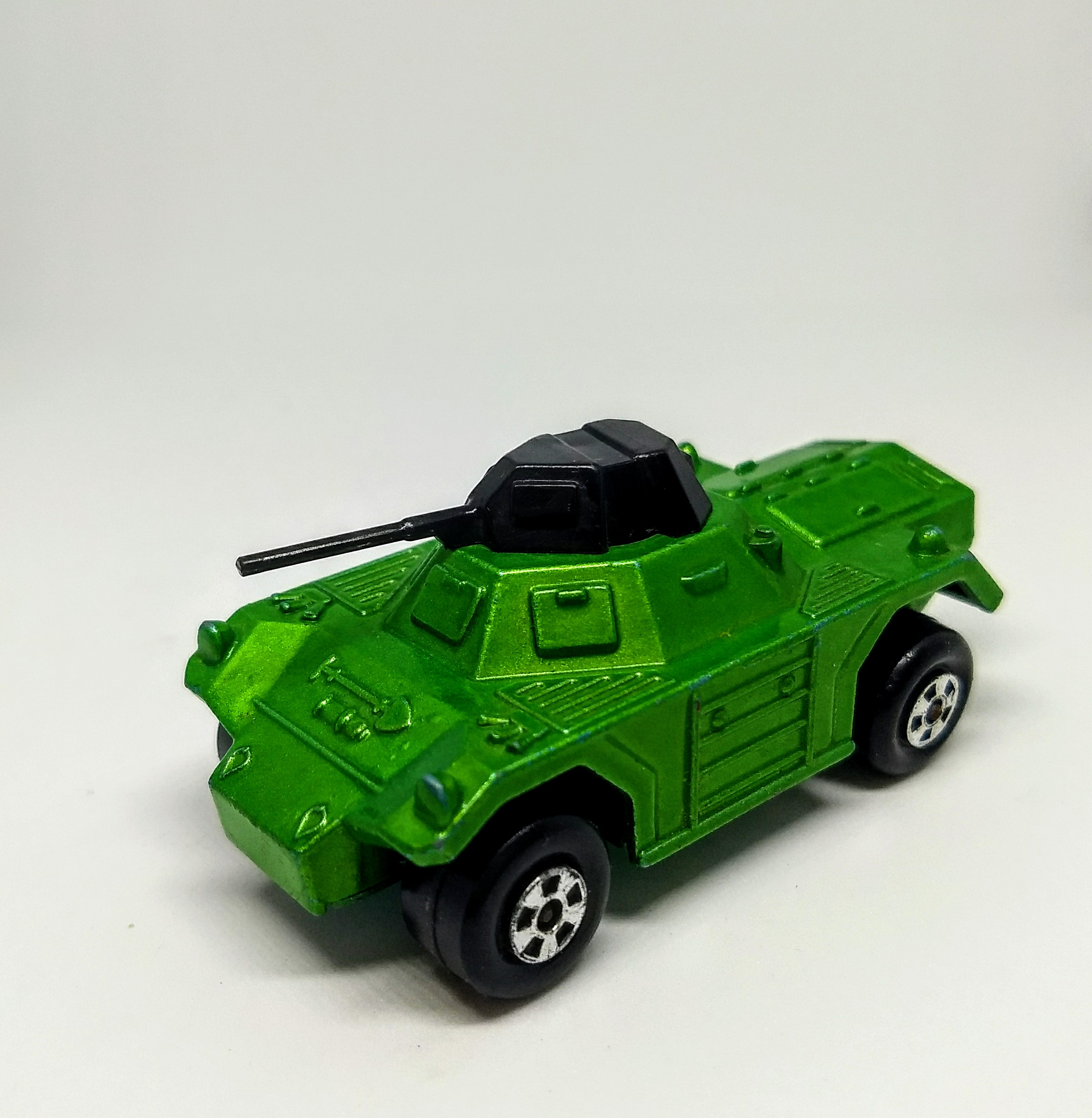
Nr. 73 Weasel, eines der Rolamatics-Modelle (bei Bewegung schwenkt das Geschütz)
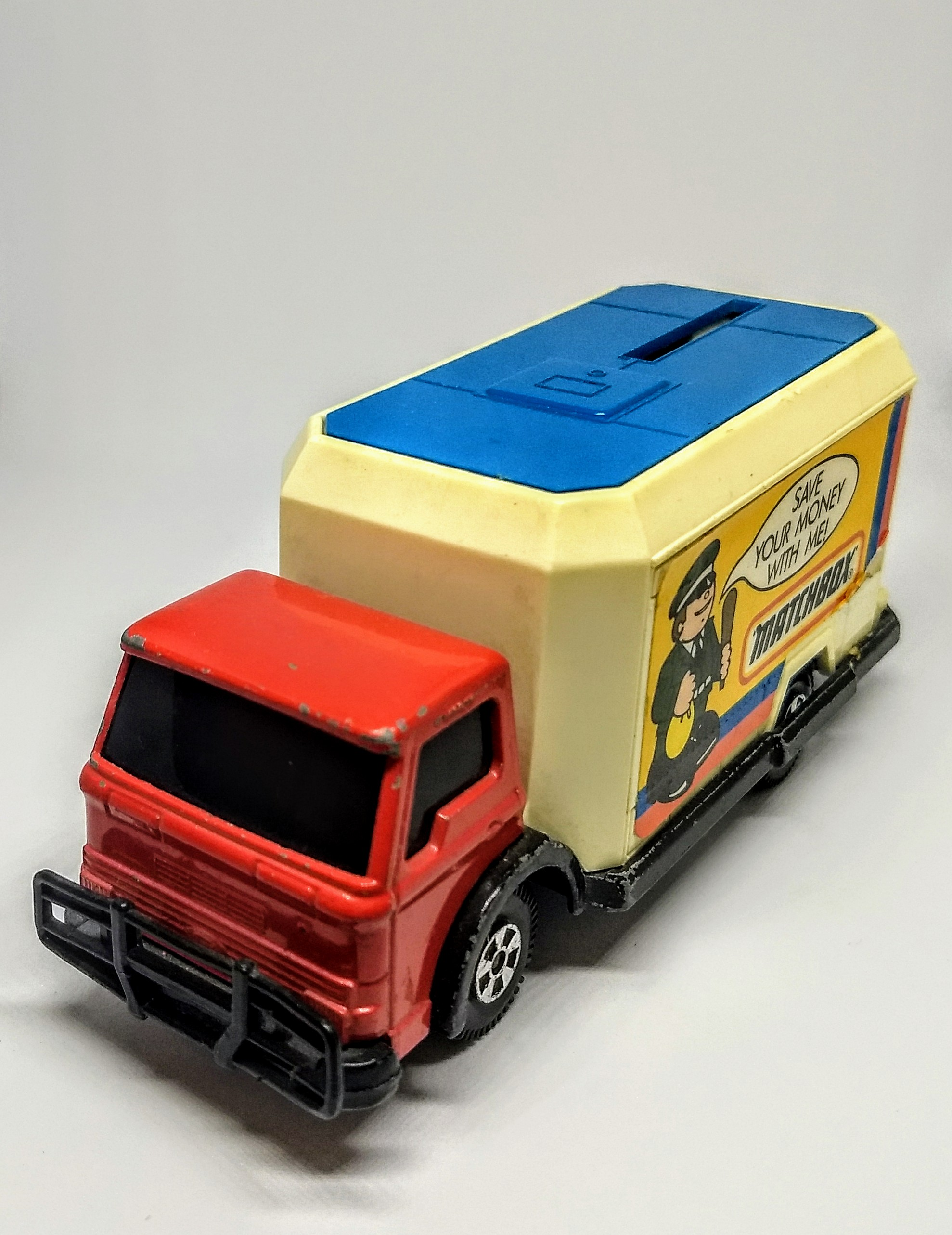
Ein Geldtransporter aus der Superkings-Reihe, zusätzlich als Spardose nutzbar
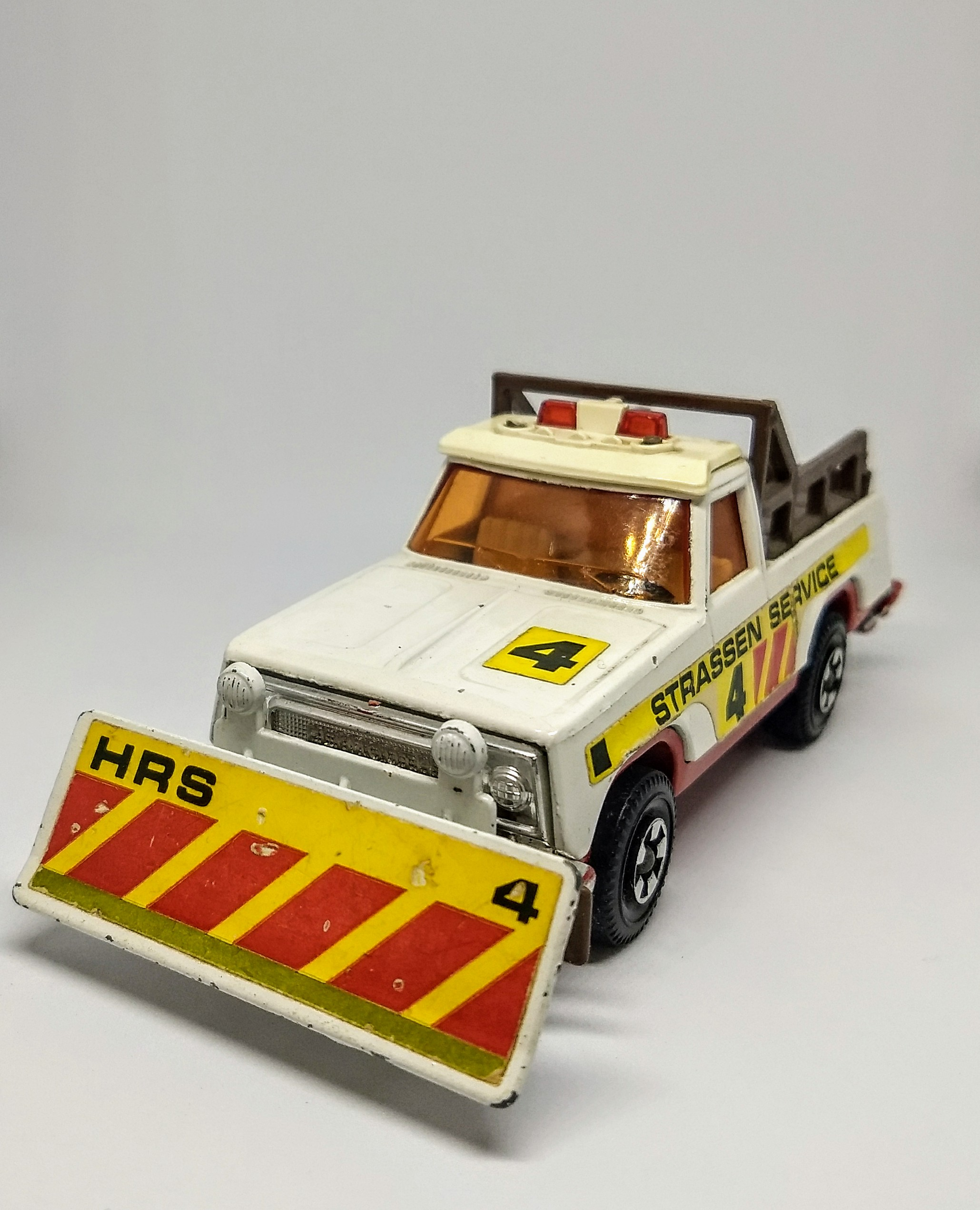
Ein Superkings Plymouth Trail Duster Nr. K-77 in deutscher Straßen-Service-Ausführung
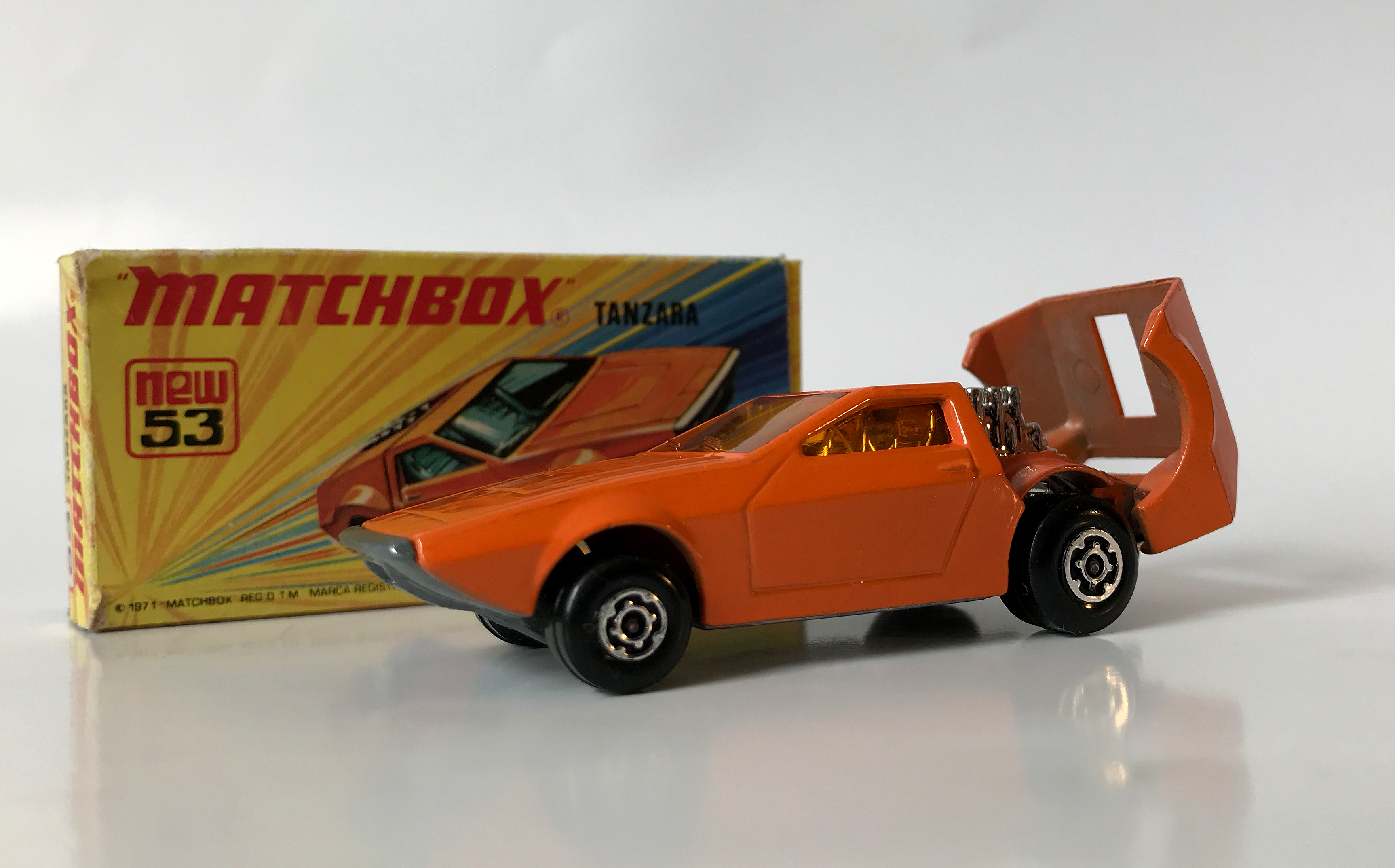
„Tanzara“ No53 von 1971 mit Originalverpackung

#### Superfast-Rennbahn
Passend zu den Superfast-Modellen brachte Lesney ab etwa 1969 eine Rennbahn heraus. Diese bestand aus gelben Fahrbahn-Schienen, blauen Kurven sowie zahlreichen, meist roten Zusatzelementen. Anfänglich trugen diese Elemente die Bezeichnung SF (für Superfast). Dies wurde aber ab 1971 in TA (für Track Accessory) geändert, um eine Verwechslung mit den Superfast-Automodellen zu vermeiden. Eine Erweiterung zur elektrischen Rennbahn stellte das Scorpions-System dar, bei dem die Fahrzeuge batteriebetrieben auf der Superfast-Rennbahn fahren konnten.

#### Matchbox Powertrack
Als Ergänzung zu den analogen Superfast-Bahnen kam im Jahr 1977 zuerst in den Vereinigten Staaten das elektrisch betriebene Slotcar-Bahnsystem Matchbox Powertrack, anfangs noch unter dem Namen Speedtrack, auf den Markt. Das System dieser Bahnen ähnelte dabei stark dem der Konkurrenzprodukte von Faller oder Carrera und war Matchbox’ Versuch, auch in diesem Segment eine größere Marktposition einzunehmen.
Im Jahr 1978 folgte mit den Sets PT 1000, PT 2000, PT 3000 und PT 4000 die Einführung der Bahnen in Europa, bereits ein Jahr später kam die PT 6000 genannte Verfolgungsjagd-Bahn auf den Markt, mit der der Durchbruch auf diesem Gebiet gelang.
Vor allem in Deutschland traf man jedoch auf starke Konkurrenz. Wie bereits oben erwähnt, existierten bereits seit geraumer Zeit zwei ähnliche Bahnen. Einerseits vertrieb die Firma Faller aus Gütenbach schon seit 1963 ein eigenes Slotcar-System mittels zugekaufter US-amerikanischer Lizenzen, andererseits überschnitt sich die Einführung der Matchbox-Bahnen fast mit der erstmaligen Veröffentlichung der berühmten Rennbahn aus dem Hause Carrera. Die bereits ein Jahr zuvor eingeführten Bahnen von Carrera wurden dort geschickt genutzt, um sich eine Vorherrscherposition auf dem lokalen Markt zu sichern. Da jedoch keiner der beiden Hauptkonkurrenten über die von Matchbox eingeführte Blitzkehre (U-Turn, einer Möglichkeit, die Autos auf der aktuellen Spur zu wenden) verfügte, die erstmals in der PT 6000 auftauchte, waren schätzungsweise fast 90 Prozent aller in Deutschland verkauften Powertrack-Bahnen die Verfolgungsjagd.
Gleichzeitig mit der Markteinführung der PT 6000 folgte in England die Veröffentlichung der spurlosen Turbo SR, die in zwei Versionen produziert wurde. Da jedoch die abgesetzten Stückzahlen sowohl der Bahnen als auch der Zukaufteile hinter den Erwartungen zurückblieben, wurde der Zubehörmarkt für diese Bahnen bald nicht mehr weiterverfolgt.
1980/81 folgte eine Erweiterung des Programms für den deutschsprachigen Markt. Neben der altbewährten Verfolgungsjagd kam nun die PT 5000 hinzu, welche als Besonderheit eine Steilkurve besaß. Ebenfalls im Jahr 1981 führte Matchbox die PowerTrack-Plus-Serie ein. Diese besaß einen 12-Volt-Motor und stärkere Magneten, um eine etwas bessere Haftung zu ermöglichen, da jetzt höhere Geschwindigkeiten möglich waren. Bei der Einführung der PowerTrack-Plus-Serien war der beginnende Kostendruck spürbar: statt Kartons in den jeweiligen Landessprachen wurden jetzt mehrsprachige Verpackungen genutzt. Trotz der Sparmaßnahmen liefen die Powertracks weiterhin unverändert vom Band, ehe Telespiele und die ersten ferngesteuerten Autos die Autorennbahnen mehr und mehr aus den Kinderzimmern verdrängten und Umsatzeinbußen verursachten.
Ab 1982 waren die Bahnen nicht mehr in den Katalogen zu finden.

### Zweite Krise und Bankrott

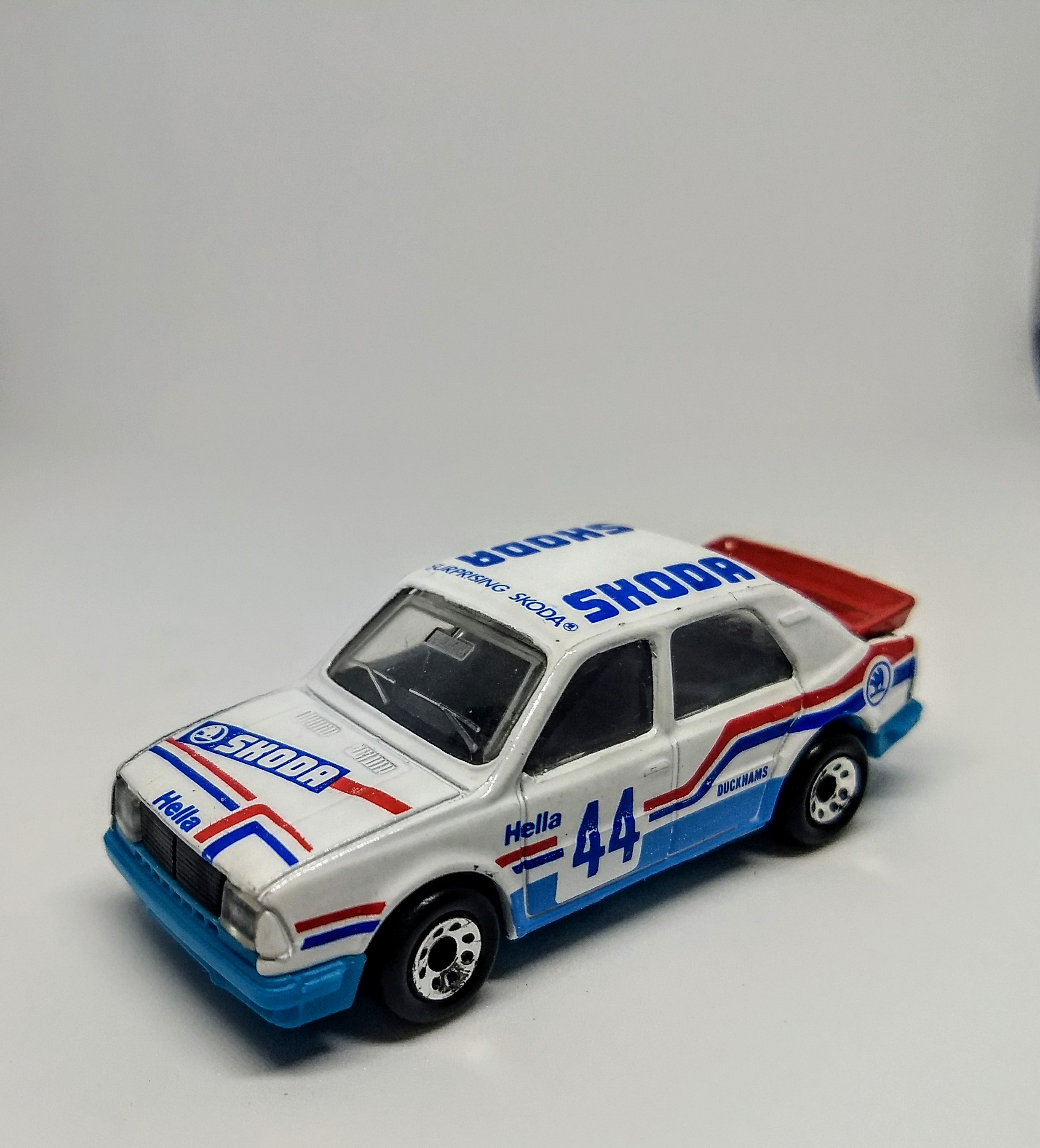
Ein Matchbox-Škoda 136 LR von 1986

Nach knapp drei erfolgreichen Jahrzehnten bei Lesney Products, in denen noch 1979 zwischen fünf und sechs Millionen Spielzeuge pro Woche hergestellt wurden, ging die Firma Lesney Products Ltd. am 11. Juni 1982 nach einem operativen Verlust von 15 Millionen US-Dollar bankrott. Gründe dafür waren unter anderem eine stärker werdende Konkurrenz und nachlassendes Interesse an handlichem Spielzeug ohne Batteriebetrieb. Die Rechte an der Marke wurden daraufhin an das US-Unternehmen Universal Toys unter der Leitung des Chinesen David Yeh verkauft. In seinem Besitz produzierten rund 10.000 Mitarbeiter etwa 300.000 Modelle pro Woche. Einige Maschinen und Werkzeuge blieben jedoch Eigentum von Jack Odell, der unter dem Namen Lledo (Odell rückwärts gelesen) weiterhin den Models of Yesteryear ähnliche Automodelle herstellte und vertrieb.
Das Unternehmen produzierte bis 1984 weiterhin in England, verlegte die Produktionsstätten dann allerdings nach Fernost (Macau ab 1983, China ab 1986 und Thailand ab 1990). Die in diesem Zeitraum produzierten Matchbox-Modelle büßten dabei ihre ursprüngliche Qualität ein und am 6. Mai 1992 wurde das Unternehmen für 135 Millionen US-Dollar an den US-Konzern Tyco Toys verkauft. In dessen Besitz befand sich Matchbox ebenfalls nicht lange und wurde schon 1997 an Mattel weitergereicht, wo 1969 mit der Einführung der Hot-Wheels-Palette indirekt für die Entwicklung der Superfast-Reihe gesorgt wurde. Matchbox befindet sich bis heute im Besitz von Mattel.

### Heutige Zeit

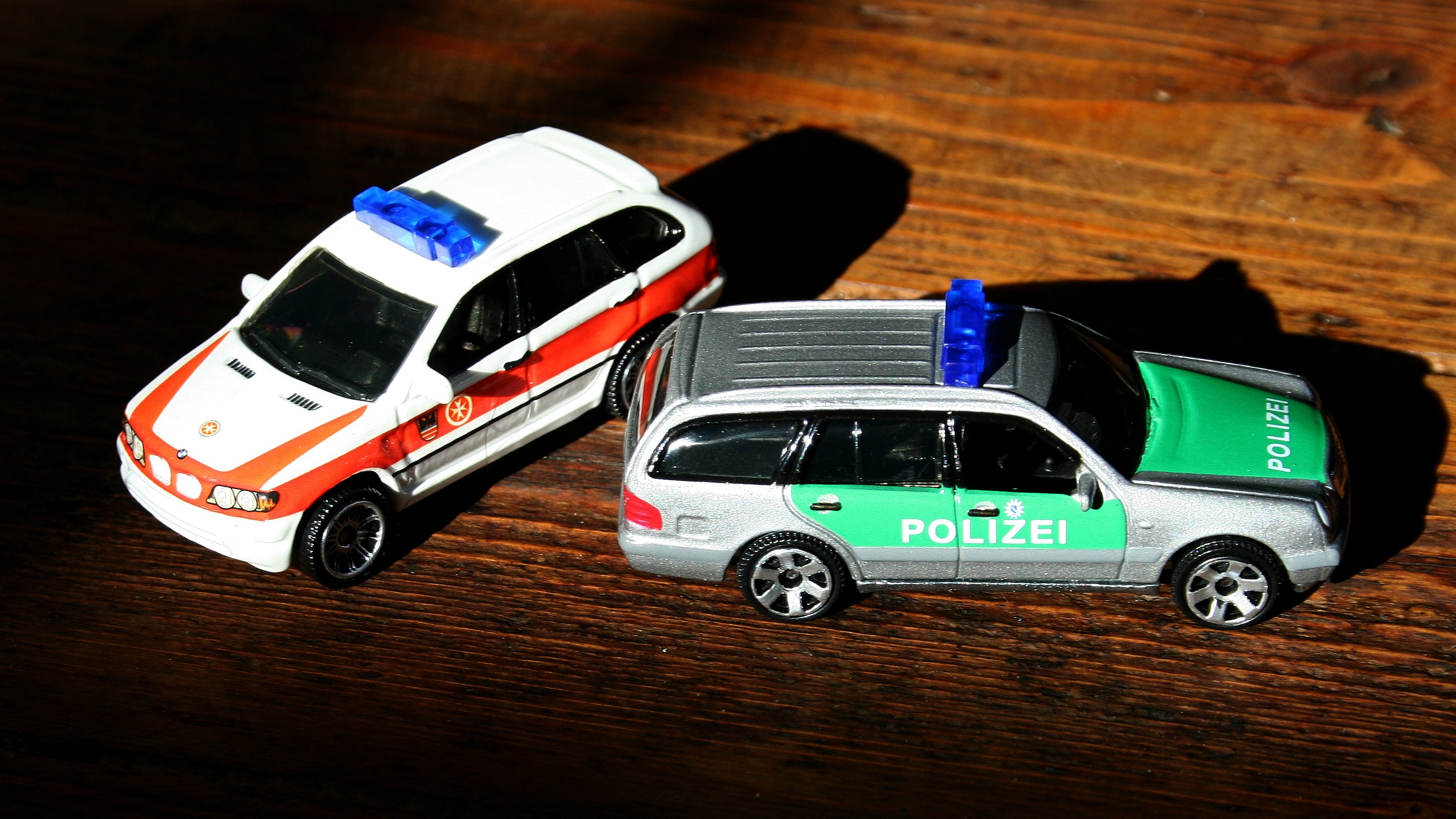
Zwei Matchbox-Modelle aus der Serie Stars of Cars (hier: Edition 2006), die nur im deutschen Raum vertrieben wurde

Nach dem Kauf durch Mattel konnte sich Matchbox nur schwer von den ereignisreichen Jahren in den 1990er-Jahren erholen und es fiel den Modellentwicklern schwer, die traditionsreiche Marke wieder zur alten Stärke zurückzuführen.
Die in den frühen 2000er-Jahren für den deutschen Markt entwickelte Serie Stars of Cars war optisch ansehnlich, konnte aber auch nicht über die schwächelnde Marke Matchbox hinwegtäuschen. Nach den Superfast- und Jubiläumseditionen (2004 zum 50. Jubiläum der Marke, 2009 zum Jubiläum der Superfast-Reihe oder 2013/2014 zum 60th Anniversary) ließ Mattel die Kernmarke Matchbox immer weiter hinter dem starken hausinternen Bruder Hot Wheels zurückfallen, da diese bei Kindern deutlich beliebter waren und noch sind.
Während bei Matchbox immer wieder neue Modelle nach echten Vorbildern auf den Markt kamen, wurden bei Hot Wheels zum großen Teil Fantasieformen entwickelt oder alte Modelle einfach neu aufgegossen.

## Matchbox auf dem internationalen Markt
Von Beginn an wurden die Modelle der Marke in zahlreiche Länder auf dem Weltmarkt verschifft und teilweise auch in diesen Ländern selbst produziert. Spätestens ab dem Bau der großen Lesney Factory in der Lee Conservancy Road im Londoner Stadtteil Hackney 1963 war es möglich, auch größere Mengen der Miniaturen ins Ausland zu schaffen.

### USA

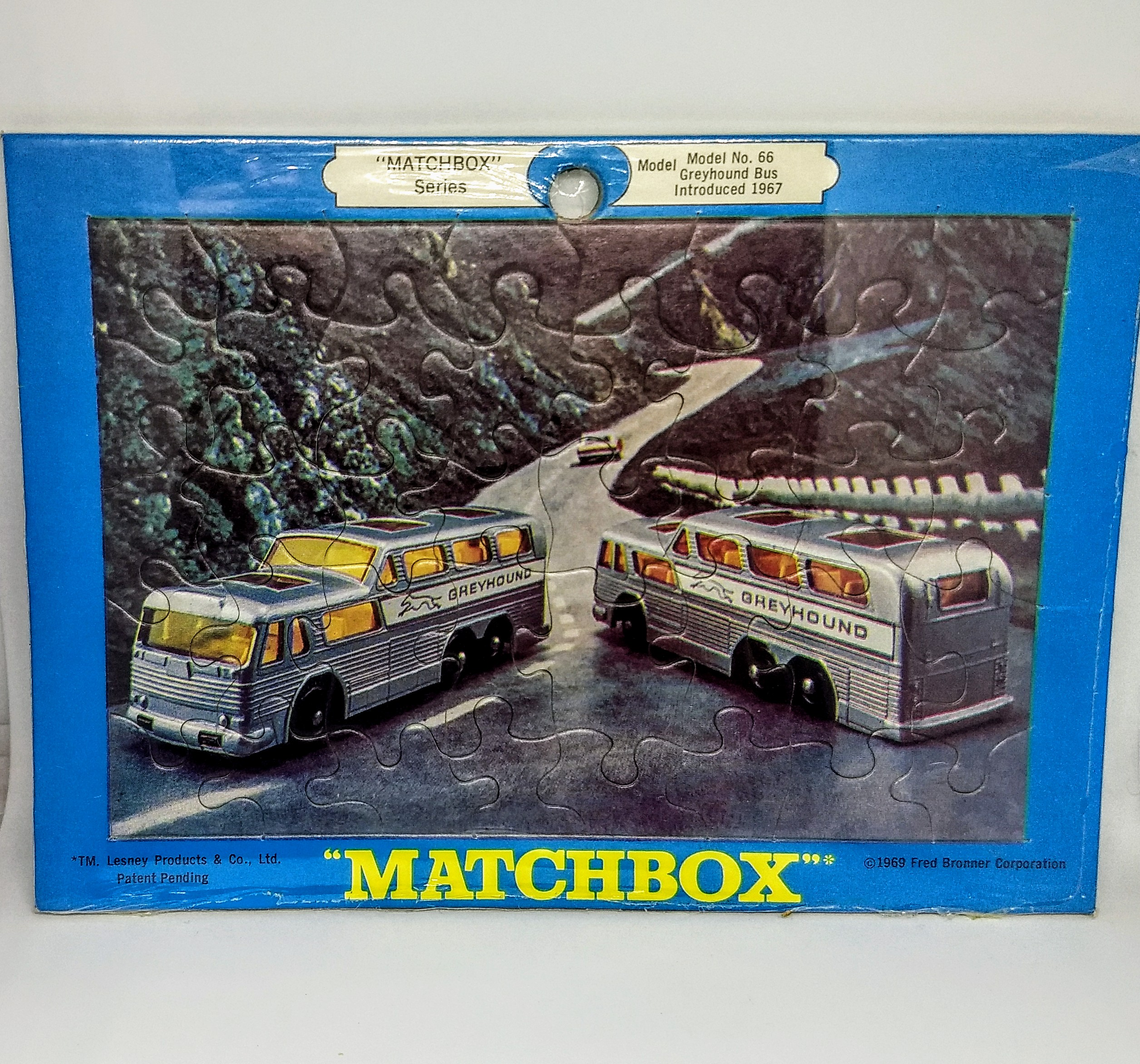
Eines der erwähnten Jigsaw-Puzzle mit dem 66C Greyhound Bus als Motiv

Der Vertrieb von Matchbox in den Vereinigten Staaten wurde von der Fred Bronner Corporation in Manhattan, New York City übernommen. Neben dem Vertrieb der Standardmodelle aus England entwickelte Fred Bronner zusätzlich eigene Produkte und Boxvarianten. In erster Linie lässt sich dabei das Build-A-Road-Stecksystem nennen, mit dem eigene Straßensysteme für die Modelle angelegt werden konnten. Zusätzlich wurden kleine Puzzle mit Motiven von Matchbox-Modellen produziert.
Zudem waren die auch in Europa vertriebenen Playmats und Playcases in den USA deutlich erfolgreicher, auch der Kaufhaus-Riese Sears entwickelte in Lizenz eine eigene Playcase-Reihe.
Seit der Übernahme durch Mattel läuft das Hauptgeschäft von Matchbox über die Hauptzentrale in El Segundo, Kalifornien.

### Bundesrepublik Deutschland
In der Bundesrepublik Deutschland wurde Matchbox ab 1959/1960 von der Lesney Spielwaren GmbH vertrieben. In der ehemaligen Molkerei im Stadtteil Bienen der nordrhein-westfälischen Stadt Rees begann ab diesem Zeitpunkt der Niederländer Jakob Prins, der als Gründer der Edor-Spielwarengesellschaft (später Edocar) bekannt wurde, eine Deutschland-Niederlassung von Lesney Products aufzubauen. Kurz zuvor hatte er die Vertriebsrechte erworben und erweiterte den Standort 1964, 1969 und 1971 um jeweils 1000 Quadratmeter große Lagerhallen.
Der ehemalige Betriebsleiter Theo Wissing, der in der Niederlassung für das Finanz- und Rechnungswesen zuständig war, erhielt eine eigene Wohnung über den Hallen und war Chef von knapp 70 Mitarbeitern aus dem Reeser Umkreis. Dabei wurden die Autos in England produziert und täglich erreichten zwei Schiffscontainer mit Modellen über Rotterdam die Fabrik in Bienen. Nach der Freigabe durch den Reeser Zoll wurde sie umverpackt und mit Lkw und Eisenbahn in alle deutschen Städte transportiert. Das einzige in Rees selbst produzierte Produkt war die 1971 erstmals veröffentlichte Kugelbahn Cascade ohne Autobezug, sie trägt die Aufschrift Made in Western-Germany.
Ende der 1970er-Jahre kam jedoch der Schock für die Reeser Belegschaft: Ein Kontakt der Engländer nach Deutschland vermittelte der Matchbox-Chefetage einen neuen Standort im bayerischen Hösbach. Nachdem Jakob Prins Ende 1978 in Rente gegangen war, verlor auch der Betrieb an sich an Schwung. Der ab dem 26. Juni 1980 neue Geschäftsführer Paulhans Handrick verkündete daraufhin den Umzug. Josef Tasch, der damalige Bürgermeister der Stadt Rees, flog noch eigens nach England, um erfolglos für den Verbleib des wichtigen Wirtschaftsfaktors im Ort zu kämpfen. Der Umzug war jedoch bereits beschlossene Sache und 1979 wurde der Standort Rees geschlossen. Der logistische und bürokratische Aufwand des feststehenden Umzuges wurde dabei bereits ab Februar 1979 von einem Hösbacher Ehepaar, dem Unternehmensberater Wilhelm Sträter und dessen damaliger Ehefrau Erika Linhardt, übernommen. Sie erhielten von Handrick den Auftrag, einen geeigneten Standort im Industriegebiet von Hösbach zu finden, Wohnungen für die Mitarbeiter anzumieten und auch neue Angestellte für das Unternehmen zu gewinnen.
Theo Wissing, der weiterhin im Unternehmen tätig war, blieb jedoch in Rees und erster Geschäftsführer in Hösbach blieb bis zum 10. Dezember 1980 Paul Handrick, ehe auf ihn Ernst Zillig folgte, der dem Unternehmen bis zum 16. April 1986 als Geschäftsführer vorstand. Die Autos kamen weiterhin aus England, allerdings wurden nun eigene Boxen produziert, die heute unter dem Namen Hösbach-Boxen unter Sammlern geläufig sind. Diese wurden dabei in zwei Varianten gefertigt: einer allgemeinen Variante mit der Abbildung einer Straße und einer modellspezifischen Variante mit der jeweiligen Miniatur und passenden Kleinteilen, etwa Ladung und Arbeiter beim abgebildeten Eisenbahnwaggon. Zusätzlich dazu erschienen zahlreiche deutsche Sondermodelle, etwa mit deutscher „Polizei“- oder „Unfallrettung“-Beschriftung.
Nachfolger von Zillig wurde nach der Umfirmierung des Unternehmens von Lesney Spielwaren GmbH in Matchbox Spielwaren GmbH der ihm unterstellte Prokurist Ludwig Darmstädter, der das Unternehmen elf Jahre lang (vom 16. April 1983 bis zum 9. Juni 1994) führte. Auf der Gesellschafterversammlung am 24. August 1994 wurde schließlich die Übernahme durch Tyco offiziell beschlossen und Darmstädter als Geschäftsführer abgesetzt. Es folgten auch die namentliche Fusionierung der beiden Unternehmen (von Matchbox Spielwaren GmbH und Tyco Toys Deutschland GmbH in Tyco Matchbox (Deutschland) GmbH) und die Verlegung des Tyco-Sitzes von Nürnberg nach Hösbach.
Nach Darmstädters Ausscheiden aus dem Betrieb übernahm vom 9. Juni 1994 bis zum 31. Januar 1995 Peter Kloss die Geschäftsführung, der anschließend durch Karlheinz Jost ersetzt wurde. Dieser gab seinen Posten bereits innerhalb der Probezeit wieder ab und neuer Geschäftsführer wurde daraufhin zum 31. August 1995 Arthur Ruland. In dessen Amtszeit fiel auch die letzte Kapitalerhöhung der Firma, die am 11. Oktober 1995 auf einer Gesellschafterversammlung beschlossen wurde: am 14. November 1995 wurde das Kapital um 16 Millionen D-Mark auf 17 Millionen D-Mark erhöht.
Die Löschung der Firma Tyco Matchbox (Deutschland) GmbH im Handelsregister erfolgte am 8. Dezember 1998 nach der Übernahme durch Mattel. In den ehemaligen Fabriken befinden sich heute ein Keramik-Fachmarkt in Rees und ein Globus-Baumarkt in Hösbach.

### DDR
Auch in der Deutschen Demokratischen Republik war Matchbox, wenn auch selten, vertreten. Die Modelle waren oft nur in den Intershops, seltener auch in den Kaufhallen genannten Supermärkten oder in Modellbahnläden erhältlich und teurer als im Westen. Zusätzlich war die Auswahl drastisch gekürzt: In ländlichen Gebieten gab es so gut wie keine Matchbox-Modelle in den Geschäften, während diese in größeren Städten gerade zur Weihnachtszeit verhältnismäßig häufig zu finden waren.
Einige Modelle mit westlichen Werbeplatzierungen (so ein Esso- oder ein BP-Tankwagen) mussten zudem für den DDR-Markt „entworben“ werden. So wurden hunderte Standardmodelle in den Osten gebracht und die angebrachten Aufkleber mussten per Hand von den Modellen entfernt werden. Heutzutage ist es schwierig, festzustellen, ob die fehlenden Aufkleber auf den Modellen schon damals „offiziell“ entfernt wurden oder sich im Laufe der Zeit abgelöst haben. Auf dem 1979/1980-Katalog für die Bundesrepublik musste bei der DDR-Version zudem das US-amerikanische Space Shuttle in der rechten oberen Ecke entfernt werden.
Das einzige Sondermodell für die DDR war 1987 eine Variante des K-15 Doppeldeckerbusses mit der Aufschrift „750 Jahre 1237–1987 – Besuchen Sie Berlin, Hauptstadt der DDR“.

### Schweiz
Auch in der Schweiz kann Matchbox auf eine langjährige Geschichte zurückblicken. Bereits ab 1956 war die Waldmeier AG in Basel als Generalvertretung der Marke auf dem Schweizer Markt tätig. Diese Vertretung blieb bis 1979 bestehen, ehe Matchbox auf der Suche nach einem neuen Distributionspartner war. Nachfolger von Waldmeier wurde daraufhin die Joker Group aus Zürich, die eigens als neue Vertretung gegründet wurde.
Koordiniert wurde das Schweiz-Geschäft (genauso wie das in Österreich) zusätzlich von Hösbach aus, wo erst Hans-Peter Fässler und dann Ludwig Darmstädter großen Wert auf den weiteren reibungslosen Ablauf im deutschsprachigen Raum legten. Mit dem Niedergang von Matchbox in Deutschland kam auch das Ende für Joker als Partner für Matchbox in der Schweiz.

### Brasilien
Bereits ab 1972 (spezielle Boxen existierten ab 1975) wurde begonnen, die Produktion teilweise nach Brasilien zu verlegen, um spezielle Varianten für das Land herauszubringen. Da die hohen Einfuhrzölle für fertiges Spielzeug einen Import bereits vollständiger Modelle sehr kostenintensiv werden ließen, wurden die Modelle in die Rohkarossen, die Bodenplatten und die Einrichtungen zerlegt und anschließend in Einzelteilen verschifft. In Brasilien war mit dem Unternehmen Brinquedos Rei in Manaus eine Firma für den Zusammenbau beauftragt, die bereits für Siku und Schuco spezielle Modelle produzierte. Oft wurden dabei Farben gewählt, die gerade zur Verfügung standen und dadurch entstanden völlig neue Superfast-Modelle. Diese sind aufgrund ihrer exotischen Geschichte und der Seltenheit in Europa sehr gesucht.
Die in den normalen Serienfarben lackierten Modelle können meist nur durch ein Unterscheidungsmerkmal auf der Bodenplatte von den englischen Modellen unterschieden werden. Die Modelle wurden auf verschiedene Weise als Made in Brazil kenntlich gemacht: Anfangs waren es Papieraufkleber und später Plastikclips, die über die Zeile Made in England gedrückt wurden. Auch die Inschrift ZF Manaus ist unter Brasilien-Modellen geläufig.
Etwa 1980 endete die Matchbox-Produktion bei REI. Es folgten bis 1990 noch einige Modelle unter dem Namen Inbrima, ehe die Produktion der Matchbox-Modelle in Brasilien auslief.

### Osteuropa

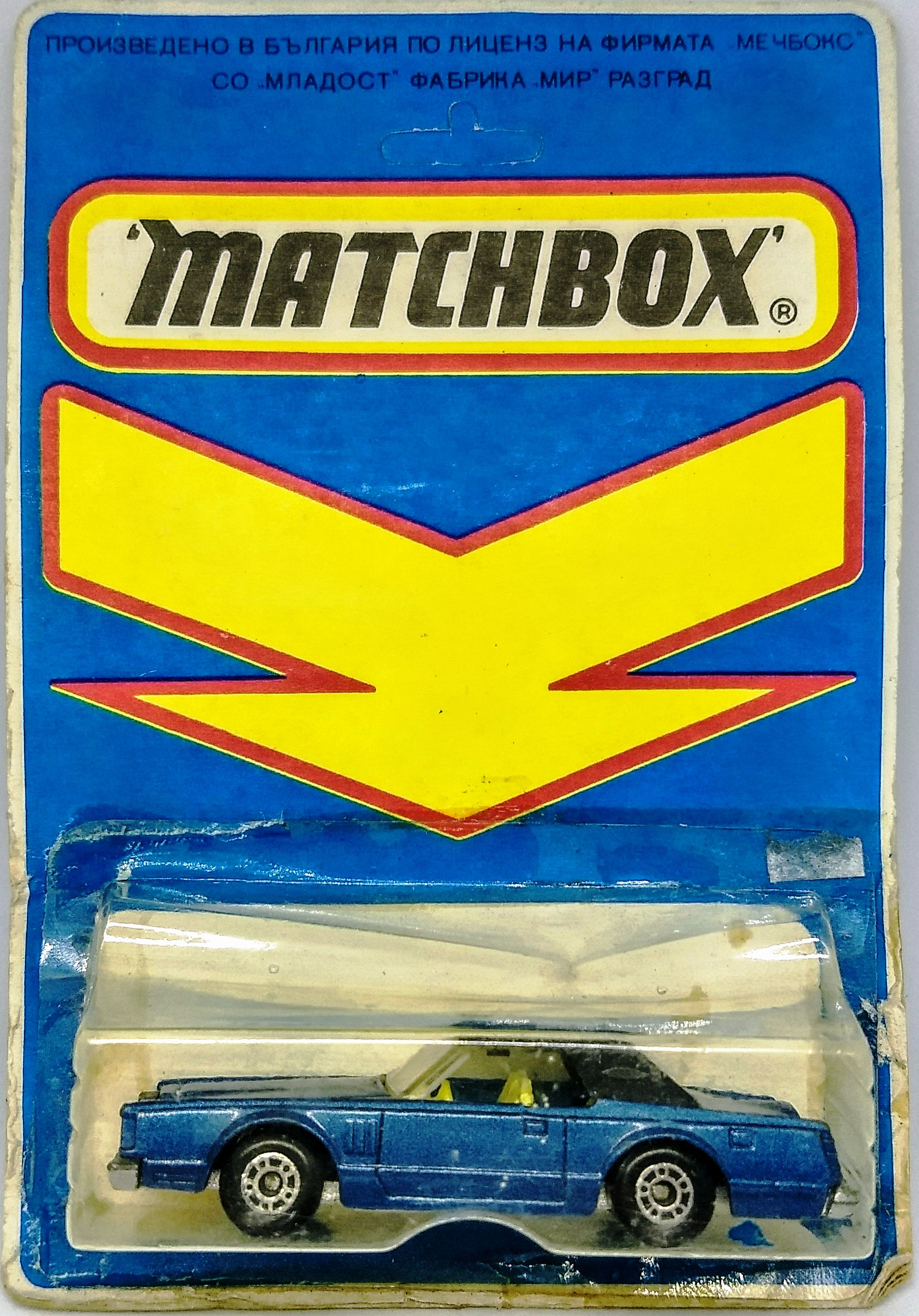
Ein Matchbox-Lincoln Continental aus bulgarischer Produktion, der Blister trägt kyrillische Aufschrift

Auch die in Bulgarien und Ungarn produzierten Superfast-Modelle stellen heute ein eigenes Sammelgebiet dar: Mit dem Hauptziel, in Osteuropa einen neuen Absatzmarkt zu erschließen, wurde 1983 ein Vertrag mit der bulgarischen Firma DSO Mladost/MIR geschlossen. Viele Superfast-Formen wurden nach Auslaufen der Serie dorthin verkauft und dort mit eigenen Farben weiterhin produziert. Das Made in England auf der Bodenplatte wurde dabei durch Made in Bulgaria oder Made in Hungary ersetzt. Während in Ungarn nur im Jahr 1987 zehn verschiedene Modelle in einer einzigen Fabrik in Budapest produziert wurden, war die Produktion in Bulgarien deutlich erfolgreicher: Dort wurden deutlich mehr Modelle in den unterschiedlichsten Ausführungen hergestellt und noch im Jahr 2003 erschien eine spezielle Serie mit verchromten Modellen.
Die in Osteuropa produzierten Modelle waren ursprünglich nur für den bulgarischen und den ungarischen Markt bestimmt, wurden aber seit 1991 auch exportiert.

## Matchbox als Sammelobjekte

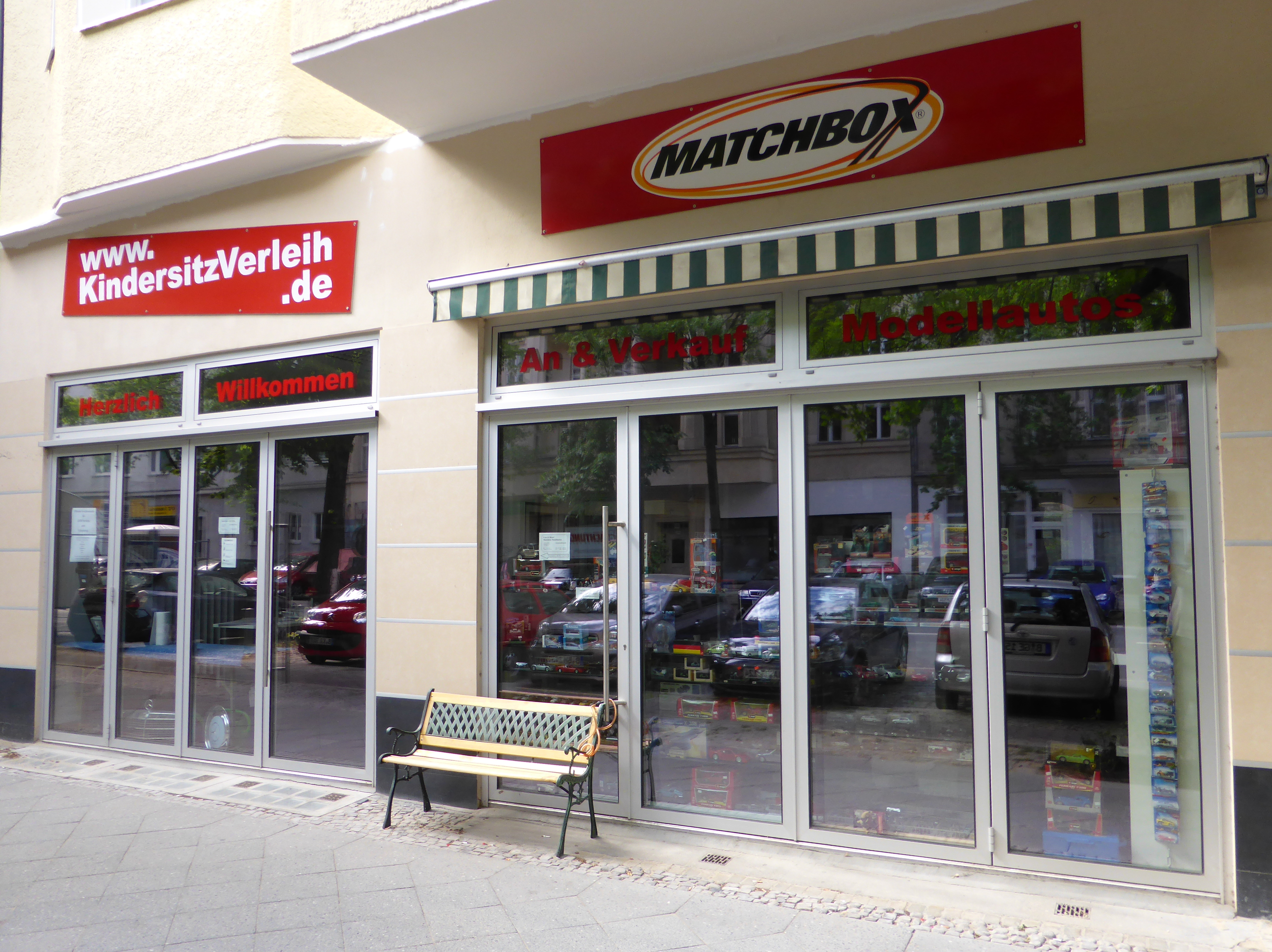
Ein Laden für Matchbox-Modelle in Berlin (2011)

Seit jeher sind Matchbox-Modelle nicht nur bei Kindern beliebt. Gerade die Models of Yesteryears fanden früh erste Liebhaber. Dies resultierte aus den speziellen Produkten, die für erwachsene Sammler entwickelt wurden. So wurden Ende der 60er Jahre ein Stiftehalter, ein Aschenbecher oder auch ein Briefbeschwerer in der MOY-Reihe entwickelt, die als Lesney Veteran Gifts bezeichnet werden.
Heutzutage sind vor allem die Regular Wheels- und die Superfast-Modelle aufgrund ihrer Variantenvielfalt gesucht und teuer. Besonders die älteren Modelle der jeweiligen Serie erzielen je nach Zustand regelmäßig hohe Preise. Das teuerste jemals verkaufte Modell der Marke Matchbox war im Jahr 2010 ein Prototyp eines Muldenkippers, der im Jahr 1955 in sechs bis zwölf Exemplaren als eines der ersten Großmodelle der Matchbox-Palette produziert werden sollte. Das Modell wurde dabei im Rahmen eines Events zum 25-jährigen Bestehen des Matchbox Clubs für knapp 10.000 Pfund an einen japanischen Sammler verkauft.
Im Fachjargon des Matchbox-Sammeln existieren für die Bewertung und Beschreibung der jeweiligen Modelle verschiedene Begrifflichkeiten. Neben den verschiedensten Zustandsangaben, die von „mint boxed“ (oder „mint in box“) für unbeschädigte Modelle in Originalbox über Top-Modelle ohne Box mit sehr leichten äußeren Beschädigungen („very near mint“ oder „near mint“) bis hin zu „fair“ bezeichneten Modellen in leicht bespieltem Zustand reichen, existieren auch für die Echtheitsgrade der Modelle unterschiedliche Begriffe. Während die sogenannten Code 1-Modelle komplett original sind, wurden Code 2-Modelle oder Code 3-Modelle offiziell oder inoffiziell ohne Matchbox-Lizenz umgebaut oder umlackiert. Beispielhaft für die zahlreichen Varianten in den Matchbox-Reihen, ob original oder nicht, lassen sich zudem die verschiedensten Abkürzungen für Bauteile unterschiedlicher Beschaffenheiten oder Farben nennen. So sind beispielsweise viele alte Regular Wheels-Modelle mit andersfarbigen Radtypen ausgestattet, die oftmals über Jahre hinweg mehrmals geändert oder gleichzeitig verwendet wurden. Neben den standardmäßigen GPWs (grey plastic wheels, zu deutsch graue Plastikräder), den BPW (black plastic wheels, zu deutsch schwarze Plastikräder) und den SPW (silver plastic wheels, zu deutsch silberne Plastikräder) wurden auch einige weitere Typen für spezielle Fahrzeuge verwendet. Unter anderem fanden dabei Speichenräder an Rennwagen oder auch Gummireifen für Fahrzeuge mit lackierten Felgen Anwendung. Mit der Einführung der Superfast-Serie vervielfachte sich die Anzahl der genutzten Radtypen deutlich.
Ein großes Problem unter Sammlern stellt oftmals die Echtheitsprüfung der einzelnen Modelle sowie der Boxen dar. Gerade bei Käufen über das Internet ist es für den Käufer oft schwer, aufgrund einiger weniger Bilder zu entscheiden, ob die Kaufobjekte original oder restauriert beziehungsweise reproduziert sind. Zeitweise kommt es vor, dass Verkäufer auf Nachfragen nicht wahrheitsgemäß antworten und der Käufer völlig wertlose Modelle oder Boxen kauft. Im Zweifelsfall wird deshalb oft dazu geraten, den Kauf nicht zu tätigen und lieber auf Börsen oder Flohmärkten nach echten Modellen Ausschau zu halten. Auch dort gibt es zwar das Risiko, restaurierte Modelle und reproduzierte Boxen zu finden, allerdings hat der Käufer hier die Möglichkeit, andere Sammler oder Kenner um Rat zu fragen, die meist ebenfalls anwesend sind.

### Spezielle Sammelgebiete
Viele Matchbox-Sammler haben sich auf spezielle Gebiete innerhalb der Marke spezialisiert. In der nachfolgenden Übersicht sind die Sammelgebiete aufgeführt, deren Sammler den größten Anteil stellen.

#### Varianten
Die Matchbox-Modelle sind vor allem aufgrund ihrer Variantenvielfalt beliebt, die in den 1960er- und 1970er-Jahren ihren Höhepunkt fand. Neben Radvarianten existieren dabei auch verschiedene Farbtöne oder Bodenplattenfarben. Augenscheinlich gleiche Modelle unterscheiden sich oftmals nur durch minimale Änderungen (zum Beispiel schwarze Plastikräder oder graue Metallräder, blaue oder unlackierte Bodenplatte, Abschleppvorrichtung vorne oder keine Abschleppvorrichtung). Frühere Varianten sind oft gesuchter als späte, da diese meist nur kurz produziert wurden. Der Variantenumfang kann dabei auch auf die verschiedenen Boxtypen übertragen werden. Oft existieren für ein Modell fünf bis sechs verschiedene Boxvarianten, die wie die Modelle der einzelnen Nummern mit A- bis F-Boxen bezeichnet werden.

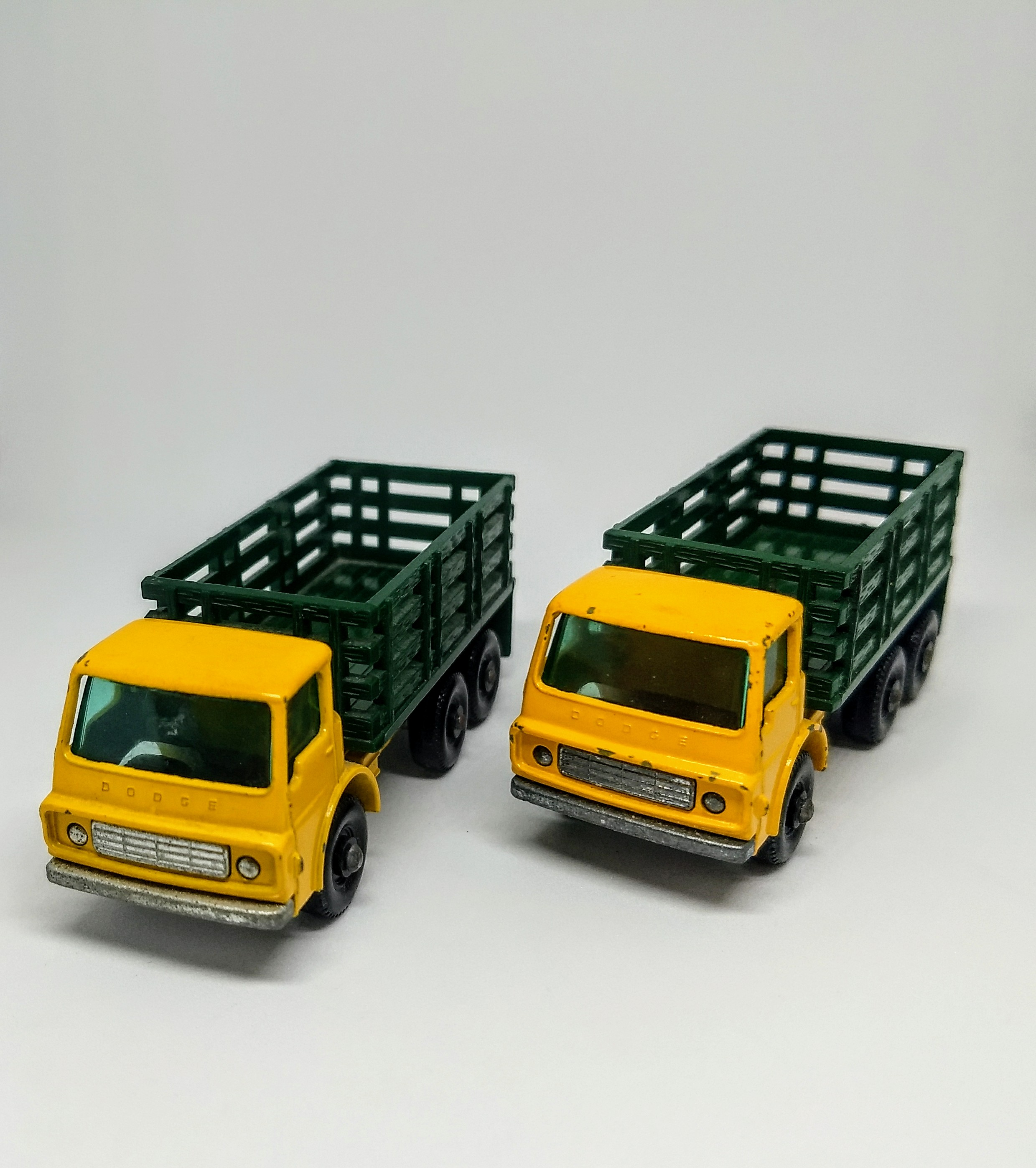
Zwei Stake Trucks der Regular Wheels-Reihe, die optisch fast identisch sind
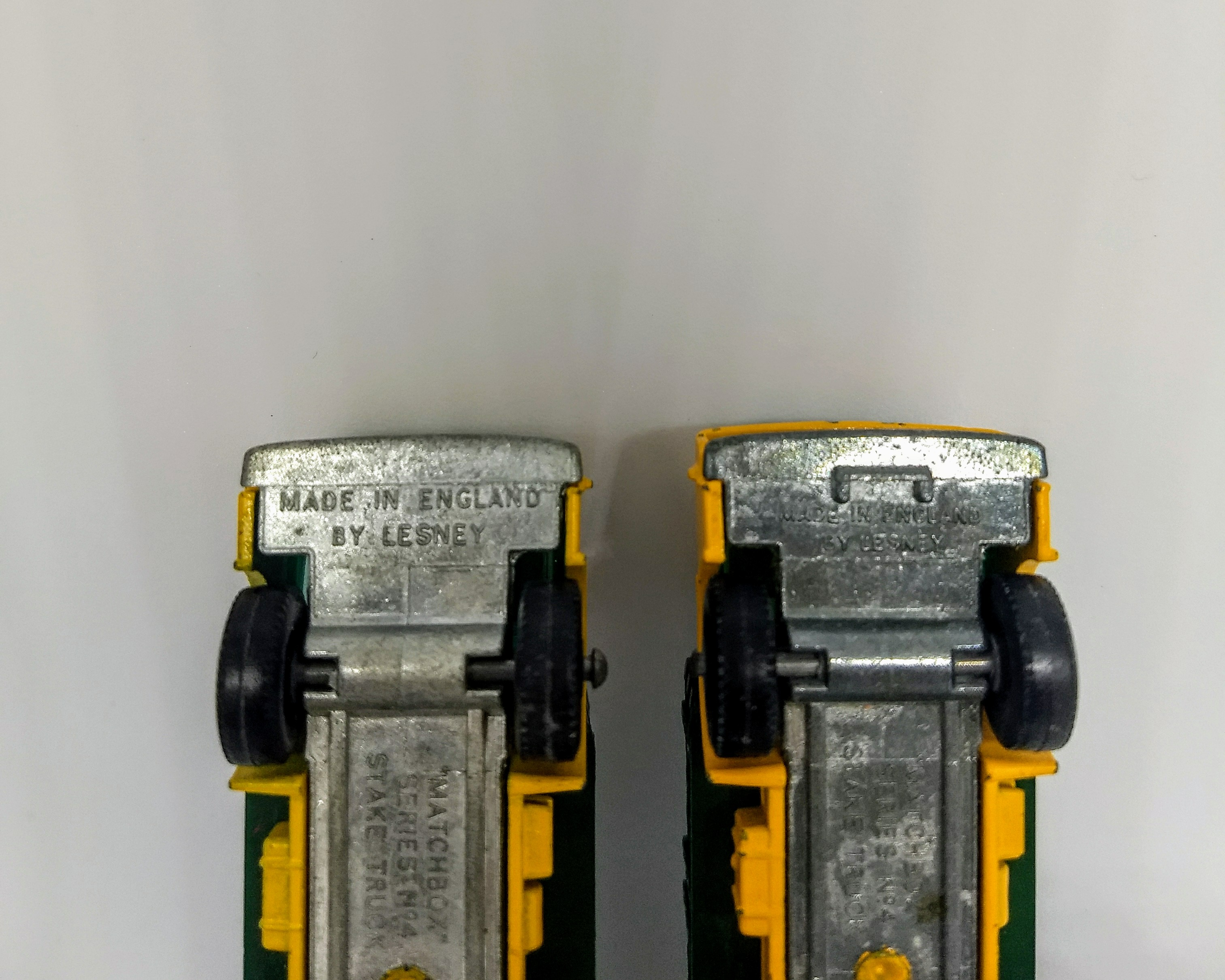
Unterschied auf der Bodenplatte: die frühere Variante besitzt keinen Tow Guide (Abschleppvorrichtung vorne)

#### Werbemodelle
Ein weiteres sehr umfangreiches Sammelgebiet sind die zahlreichen Werbemodelle von Matchbox. Vor allem in den 1960er- und 1970er-Jahren erkannten viele Unternehmen das Potenzial der kleinen Autos und begannen, spezielle Werbeverträge mit Matchbox auszuhandeln. Zwar existierten bereits in den späten 1950er-Jahren und den frühen 1960er-Jahrenn eigenmächtig von Matchbox mit zeitgenössischer Werbebeklebung versehene Modelle, allerdings wurde die Nutzung der Autos als Werbeträger erst Mitte der 1960-Jahre offiziell. Als erstes Unternehmen nutzte dabei der britische Mineralölkonzern BP die Gelegenheit und ließ gleich eine ganze Palette an Werbemodellen produzieren: Neben einem futuristischen Autotanker und einem klassischen Tankwagen wurden auch Londoner Doppeldeckerbusse, Abschleppwagen oder Kingsize-Modelle mit dem BP-Logo versehen. Zudem erschienen einige Accessory-Packs im BP-Look, darunter mehrere Tankstellen und die dazugehörigen Zapfsäulen. Im Januar 1963 erschien im internen BP-Magazin BP Shield ein Artikel zu der Beziehung zwischen Matchbox und dem Mineralölkonzern.
Neben BP war auch Esso mit zahlreichen Werbemodellen vertreten. Dabei wurden ähnliche Fahrzeugtypen wie bei den BP-Modellen verwendet: Einem Esso-Tanker folgten ein Esso-Abschlepper, ebenfalls Kingsize-Modelle sowie Tankstellen im Esso-Design.
Auch in Deutschland veröffentlichte Matchbox zahlreiche Sonder- und Werbemodelle. Das erste deutsche Werbemodell datiert dabei auf 1965, als eine Aral-Variante des 23 C-Tankers auf den Markt kam. Etwa 1970 folgte dann das erste noch inoffiziell veränderte Superfast-Modell mit deutscher Werbung: Die Variante des Nr. 74 London Bus mit der Aufschrift „Bank mit Klasse – Girokasse“ wurde an die Kunden der lokalen Sparkassen verteilt. Mit dem Fortschreiten der 1970-Jahre stieg auch die Zahl der (inzwischen offiziellen) Sondermodelle. So erschienen Mitte der 1970er-Jahre unter anderem ein Container-Lastwagen mit einem blauen Karstadt-Aufkleber, ein Chevrolet-Van mit Werbung für Adidas sowie einige Modelle mit deutscher Polizei-Aufschrift.
Deutsche Modelle sind heute vor allem im Ausland gesucht.

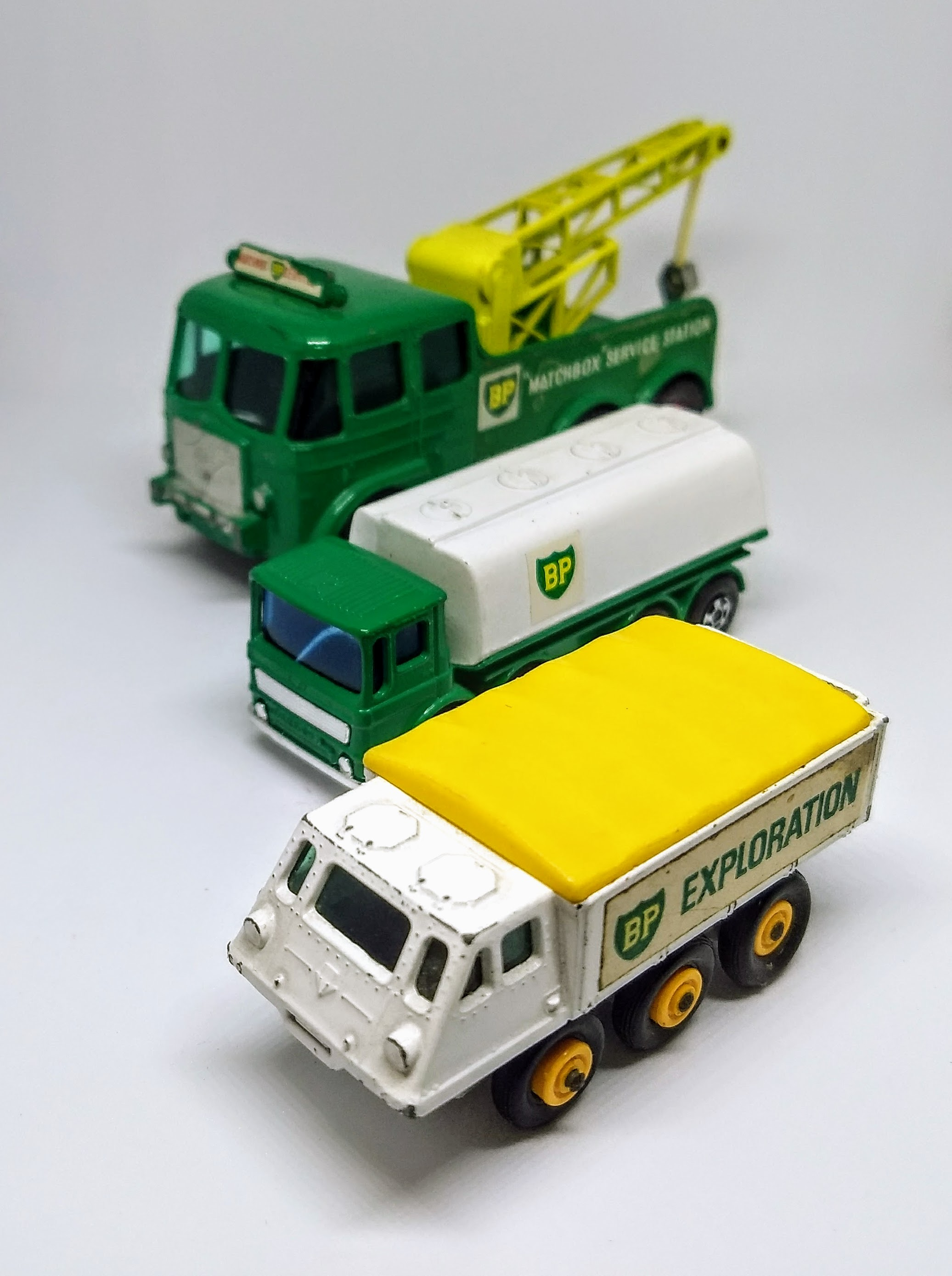
Eine Auswahl von BP-Werbemodellen von Matchbox
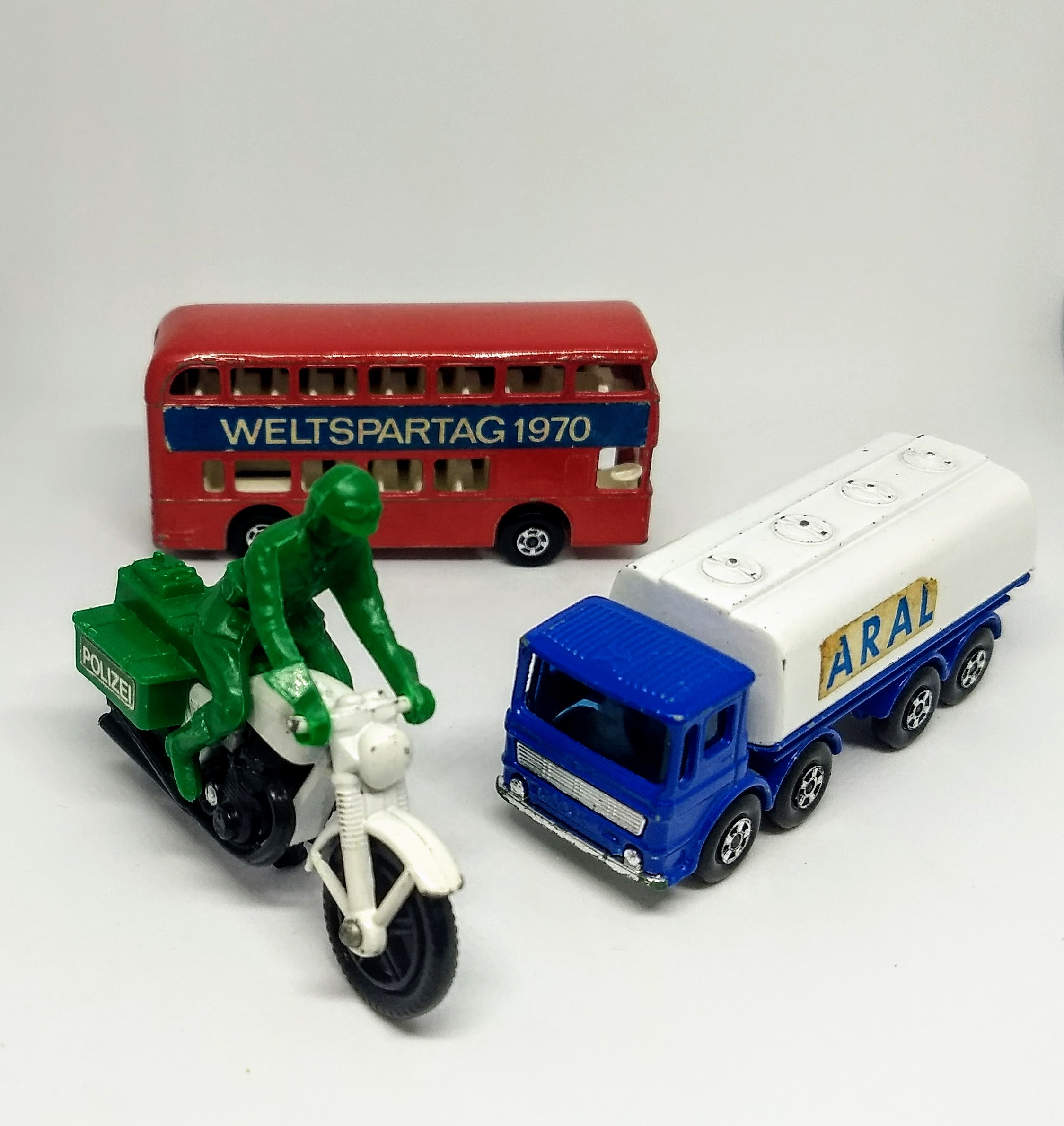
Matchbox-Werbemodelle für den deutschen Markt: ein Polizei-Motorrad, ein Aral-Tanklaster und ein Doppeldeckerbus zum Weltspartag 1970

#### Übergangsmodelle

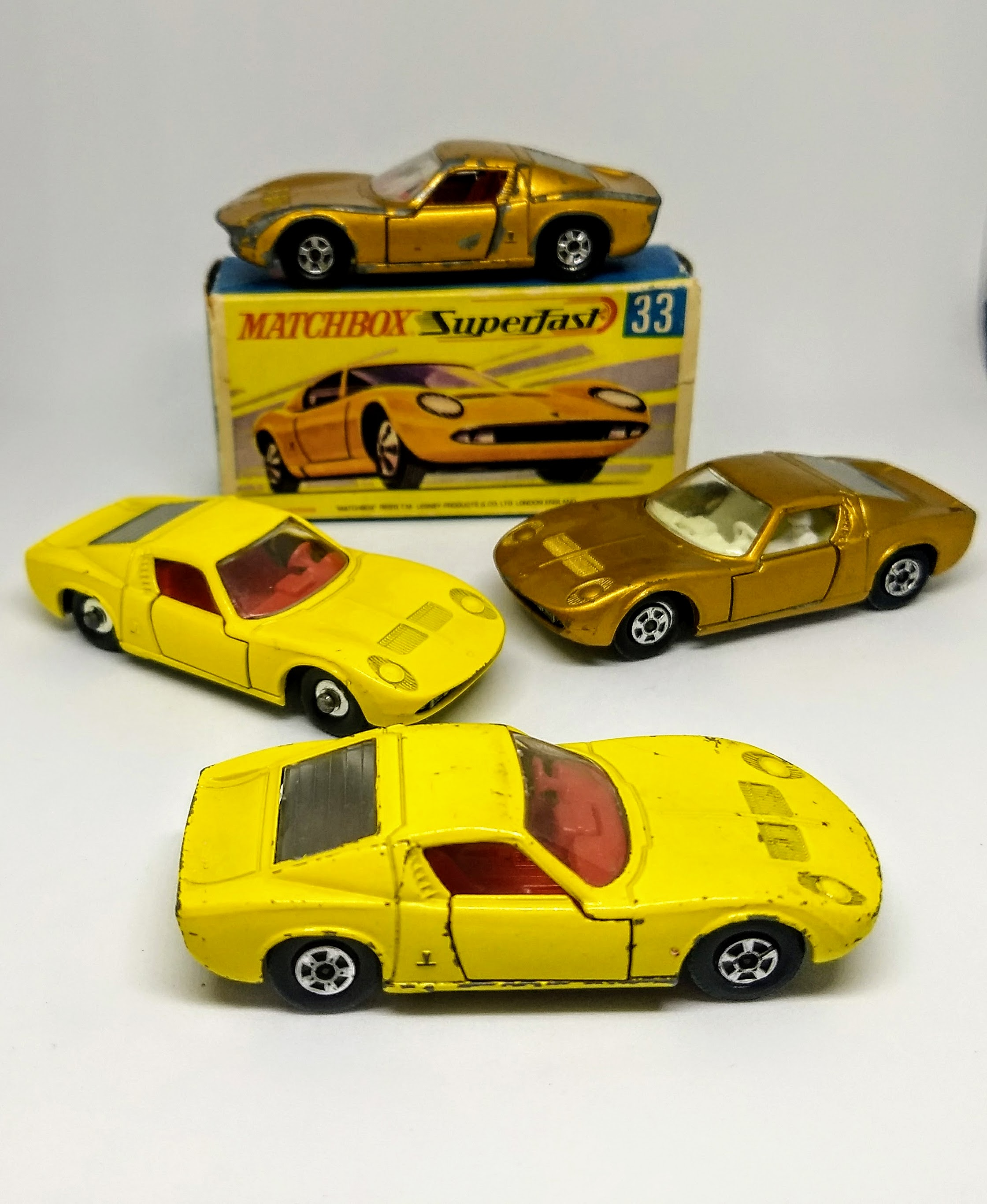
Drei Serienmodelle des Lamborghini Miura und die seltene gelbe Superfast-Variante

Viele alte Regular Wheels-Modelle wurden bei der Umrüstung auf die Superfast-Reihe 1969 mit Superfast-Rädern ausgestattet und meist in anderen Farben lackiert. Bei einigen sogenannten Transitionals wurden allerdings die verbleibenden alten Farben aufgebraucht. Dadurch kamen einige neue Modelle in alten Farben auf den Markt. So existiert der gelbe Lamborghini Miura aus der Regular Wheels-Reihe offiziell nur als in den Katalogen zu sehende goldene Superfast-Variante, inoffiziell sind jedoch auch einige Superfast-Varianten mit gelbem Lack auf den Markt gekommen. Diese seltenen Superfast-Modelle sind aufgrund ihrer Seltenheit sehr gesucht.

#### Pre-Produktionen und Prototypen
Besonders gesucht und deutlich teurer als gewöhnliche Serienmodelle sind die sogenannten Pre-Produktionen und Prototypen, also Modelle, die vor der eigentlichen Serienfertigung entstanden sind. Diese Modelle können experimentelle Farben oder Radtypen besitzen oder auch Modelle sein, die einmalig gefertigt wurden und es auch in anderen Farben gar nicht in die jeweilige Serie geschafft haben.
Zu den Pre-Produktionen gehören auch Gussformen oder früher übliche Holzformen der Modelle, die zur Anpassung der Größenverhältnisse in den Entwicklungslaboren genutzt wurden.

#### Bausätze von Matchbox
Modellbausätze wurden von Matchbox im Maßstab 1:32 und 1:76 produziert. Der Schwerpunkt lag dabei auf Armeefahrzeugen, es gab aber auch ein breites Angebot an Auto- und Flugzeugmodellen verschiedener Epochen und auch Schiffsmodelle.
Diese Bausätze wurden je nach Preisklasse in mehreren Farben gegossen; die Boxen von Automodellen enthielten oft auch Gussrahmen mit aufgedampftem Chrom für Zierteile. Zu Anfang war die Zahl an der Packungsseite jeweils mit den vorkommenden Farben gestaltet.

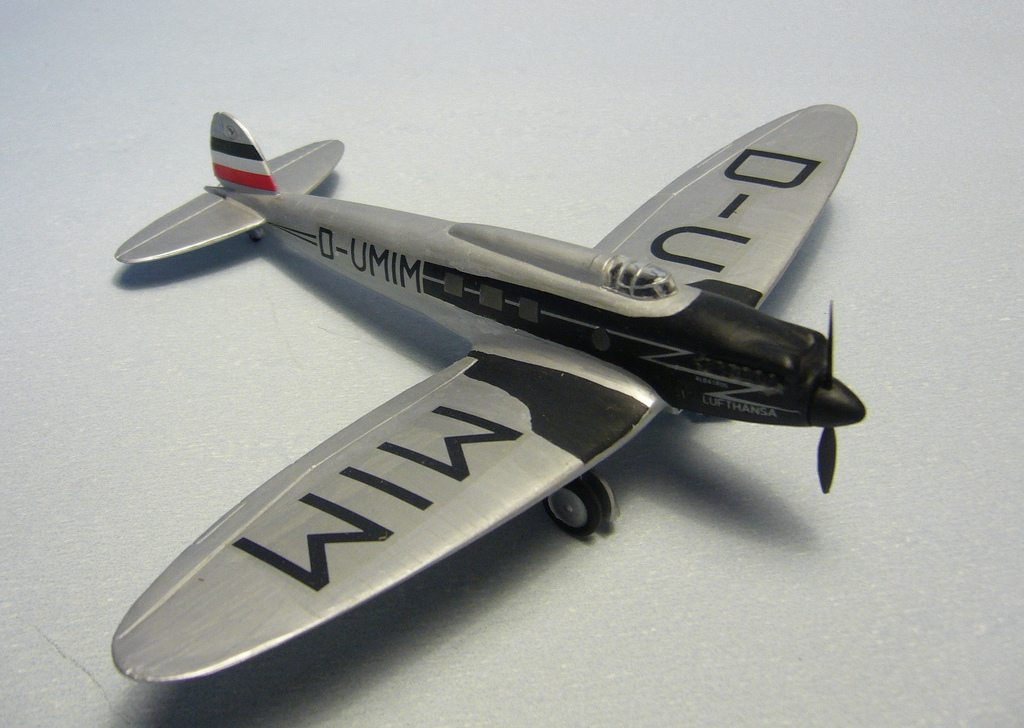
Eine Heinkel He 70 im Maßstab 1:72

Auf der Brighton Toy Fair im Jahr 1973 präsentierte man die ersten Modellbau-Flugzeuge im Maßstab 1:72, im Sommer 1974 erschienen dann die ersten Fahrzeugmodelle im Maßstab 1:76 und Ende 1975 eine neue Serie mit Modellbau-Fahrzeugen im Maßstab 1:32. Letztere umfasste einerseits damals aktuelle Rennfahrzeuge wie den Surtees TS16/03, den sechsrädrigen Tyrrell P34/2, den Porsche 917-10 Can-Am oder den Porsche 935, letzteren dabei als Martini- oder als Liqui-Moly-Variante.
Anderseits gab es klassische Renn- und Sportwagen, darunter einen Aston Martin Ulster von 1934, einen Bugatti Type 59 oder einen Jaguar S.S.100.
1979 kaufte Lesney die Modellbaufirma Aluminum Model Toys (AMT) mit Sitz in den Vereinigten Staaten. Daher erschienen dann einige Matchbox-Bausätze mit dem AMT-Logo auf dem US-amerikanischen Markt. Das größte AMT-Modellauto-Bausatzprogramm von US-amerikanischen Fahrzeuge wurde wiederum von Matchbox auf dem europäischen Markt angeboten.
Matchbox-Bausätze wurden bis 1990 angeboten, ehe die Firma Revell aus Bünde die Bausatzsparte erwarb. Sie brachte einige Neuheiten heraus, die aus dem eigenen Programm stammten. Einige Zeit wurden die Bausätze in der letzten weißen Packungsversion von Revell weiter produziert. Bereits 1988 hatte Matchbox seine Verpackungen von weiß zu schwarz geändert. Nur die Flugzeuge wurden in diesen Packungen verkauft, die Fahrzeuge blieben weiterhin im alten Design. Nachdem sich Revell lange Zeit aus der Sparte „Bodentruppen“ verabschiedete (die letzten Modelle dieser Art entstanden mit den Herstellern Italeri und Esci in den 1970ern), wurden die Modelle im Zuge des Neueinstiegs in diesem Bereich ab 1995 neu aufgelegt. Nach 2000 produzierte Revell diese aber nicht mehr im Matchbox-Gewand, sondern mit neuen Verpackungen und Bildern. So ist heute ein Matchbox-Modell nur noch am Maßstab 1:76 zu erkennen.
Lange Zeit waren nur die Fahrzeuge dieser Serie weiter produziert worden. Seit August 2011 sind auch die Soldaten im gleichen Maßstab wieder erhältlich. Ein weiteres Indiz für einen Matchbox-Bausatz sind die hinzugefügten Kleindioramen. Revell lässt die Modell-Spritzlinge nur noch in einem Farbton gießen.
Unter der Marke Matchbox wurden auch Soldatenfiguren im Maßstab 1:76 (jeweils rund 50 Figuren pro Packung) und 1:32 (jeweils 15 Figuren pro Packung, Posen wie bei 1:76) verkauft. Einige Fahrzeuge und Figuren wurden ebenfalls in neuer Verpackung von Revell wieder neu aufgelegt. Die Figuren waren aus sehr detailliertem Weichplastik und ähnelten den Haltungen der Billigversionen, die in Spielzeugläden in Tüten verkauft wurden.

## Matchbox-Serien im Überblick
In der nachfolgenden Übersicht sind nur die bekanntesten und erfolgreichsten Baureihen der Marke Matchbox gelistet. Zusätzlich erschienen vor allem in den 1960er-und 1970er-Jahren zahlreiche spezielle Carry Cases (Tragekoffer für die Modelle), Gift Sets (Geschenkpackungen mit mindestens vier Fahrzeugen) oder Playmats/Playcases (Spielmatten zum Ausklappen).
Zudem erschienen Anfang bis Mitte der 1980er-Jahre verstärkt diverse Kleinserien, die nur für kurze Zeit auf dem Markt waren. Dazu zählen unter anderem die TrickShifters (die mithilfe einer Rampe abgeschossen werden konnten), die SwopTops (die durch die Drehung des Dachs von einem Coupé in ein Cabrio verwandelt werden konnten) oder auch die von einem Schlüssel angetriebenen Burnin′ Key Cars.
| Name                     | Beschreibung | Produktionszeitraum        | Produktionsland          |
| ------------------------ | --- | -------------------------- | ------------------------ |
| Early Lesney Toys        | frühe große Modelle unter dem Namen „Lesney“                                                                                           | 1947–1955                  | England                  |
| Regular Wheels           | erfolgreichste Serie überhaupt, normale Fahrzeugmodelle                                                                                | 1953–1969                  | England                  |
| Major Packs              | größere Nutzfahrzeuge als Ergänzung zu den Regular Wheels, 1960 durch die King Size-Reihe ersetzt                                      | 1956–1960                  | England                  |
| Accessory Packs          | Zubehörteile als Ergänzung zu den Regular Wheels (Straßenschilder, Tankstellen)                                                        | 1957–1960                  | England                  |
| King Size                | große Nutzfahrzeuge als Ergänzung zu den Regular Wheels (auch Autos in etwa 1:43)                                                      | 1960–1968                  | England                  |
| Models of Yesteryear     | Fahrzeuge aus der Anfangszeit der Motorisierung, später Modelle von etwa 1910–1930                                                     | 1956–heute                 | England, später Fernost  |
| Superfast / Two Packs    | anfangs normale Automodelle, später bunte 70er-Jahre typische Autos                                                                    | 1970–1990er                | England, Macau, Thailand |
| Superkings/Speedkings    | große Modelle zur Ergänzung der Superfast-Reihe, auch große Autos in etwa 1:43                                                         | 1971–1985                  | England                  |
| Battlekings              | Superkings-ähnliche Reihe ausschließlich mit Militärmodellen, aus moralischen Gründen abgeschafft                                      | 1974                       | England                  |
| Seakings                 | Miniaturen von Kriegsschiffen, ebenfalls aus moralischen Gründen eingestellt                                                           | 1975–1978                  | England                  |
| Skybusters               | Miniaturen von Flugzeugen aller Art (Passagiermaschinen, Kriegsflugzeuge)                                                              | 1973–heute                 | England, später Fernost  |
| Rolamatics               | den Superfast-Modellen ähnliche Reihe mit beweglichen Teilen bei Bewegung                                                              | 1973–1980                  | England                  |
| Big-MX                   | technisch interessante Superkings-Modelle, die mit einer elektrischen Pistole „beschossen“ und dadurch bewegt werden können            | 1971/1972                  | England                  |
| Adventure 2000           | futuristische Serie von Fantasiefahrzeugen für die Fahrt auf fremden Planeten                                                          | 1977                       | England                  |
| Convoy                   | Modelle von LKWs mit jeweils einer Zugmaschine und Aufliegern                                                                          | 1979 (vereinzelt bis 2010) | England, später Fernost  |
| Code Red                 | in den USA verkaufte Reihe von Sondermodellen im Stil der Fernsehreihe Code Red                                                        | 1981                       | USA                      |
| Disco Girls              | Puppen von Matchbox, die nach der Übernahme durch Mattel der hauseigenen Barbiepuppe Konkurrenz machen sollten                         | 1972–1975                  | England                  |
| Kindergarten/Spielstraße | Matchbox-Modelle- und straßensysteme für Kleinkinder, meist bunt (und kindlich) gestaltete Superfast-Modelle                           | 1970er                     | England, später Fernost  |
| Motorcity                | umfangreiches Straßenstecksystem für die herkömmlichen Superfast-Modelle                                                               | 1980er                     | China, Macau             |
| Connectables             | Modelle mit nur entfernt sichtbarem realen Vorbild, alle Autos konnten auseinander gesteckt und beliebig miteinander kombiniert werden | 1989–1990                  | China                    |
| Collectibles             | hochwertige Reihe mit qualitativ guten Modellen, die vor allem Sammler ansprechen sollte                                               | 1980er–1990er              | China                    |
| Premiere Series          | hochwertige Modelle mit aufwendigen Lackierungen und eigens entwickelten Gummireifen                                                   | 1990er                     | China                    |
| Real Workings Rigs       | schwere moderne Baumaschinen mit hohem Spielwert                                                                                       | ab 2013                    | China, Thailand          |

## Matchbox im Motorsport

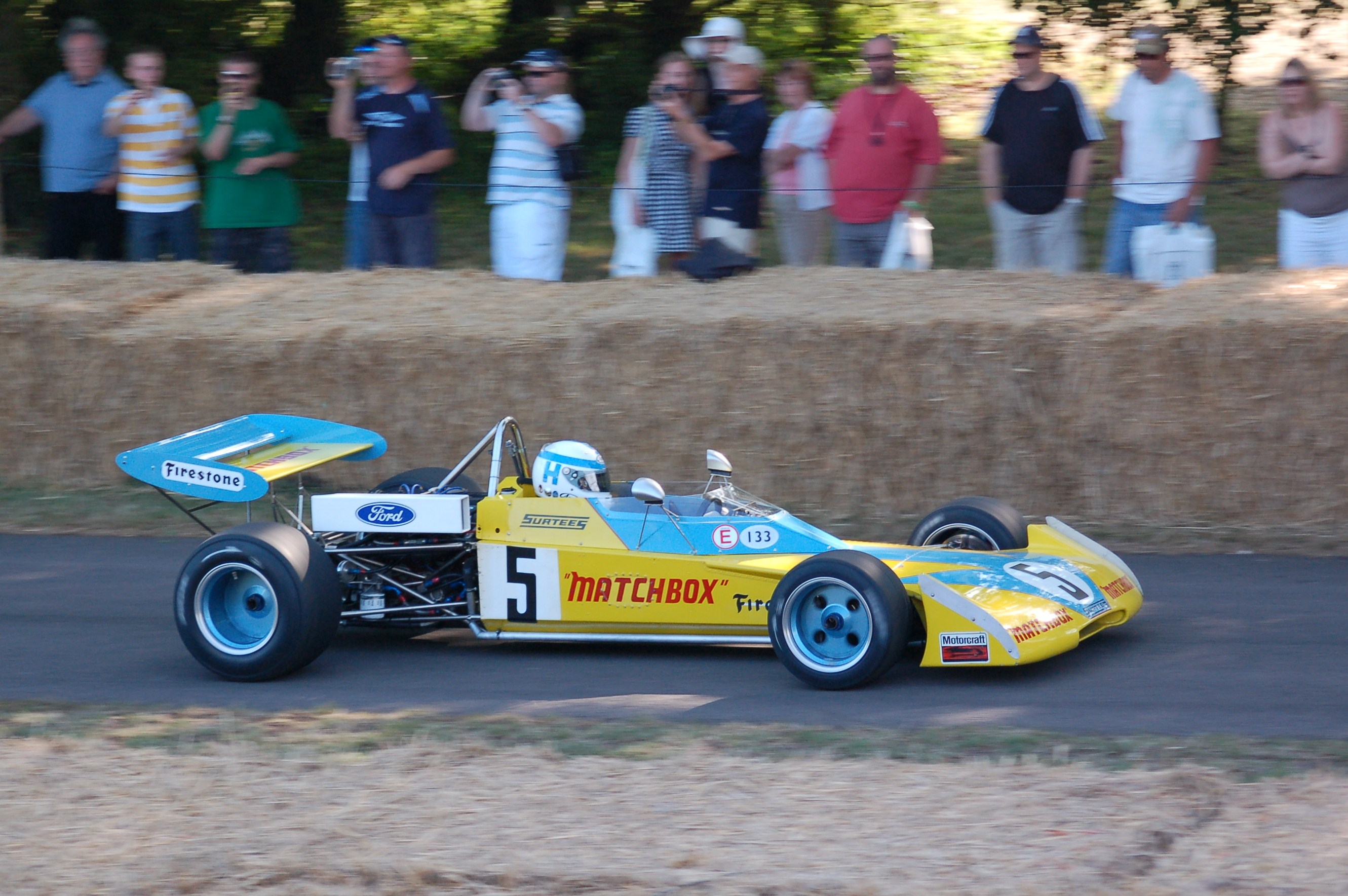
Ein TS-10 beim Goodwood Festival of Speed 2009

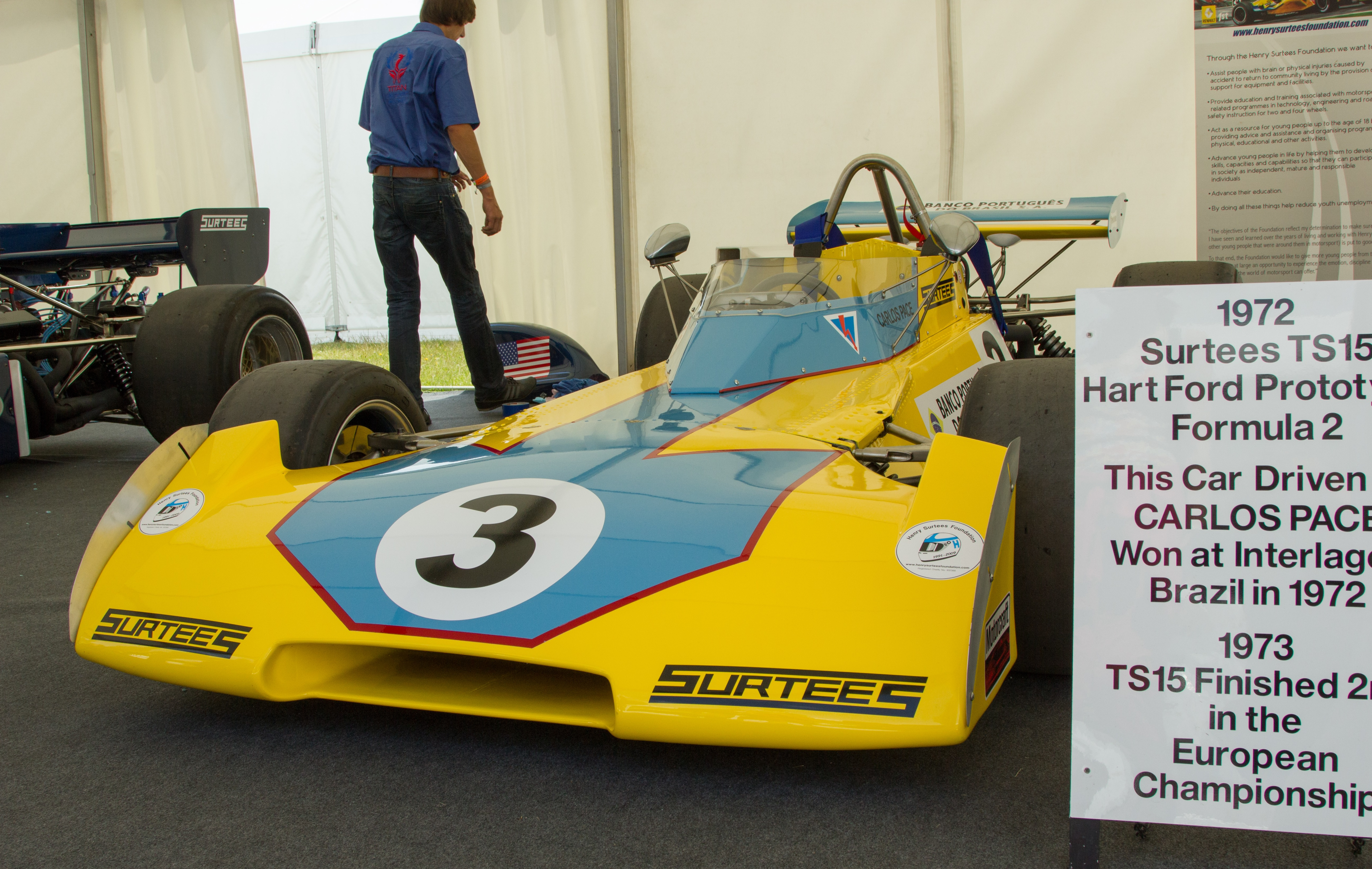
Die Weiterentwicklung TS-15, ebenfalls in Goodwood (2014)

Im Jahr 1972 stieg Matchbox für zwei Jahre als Hauptsponsor beim Team Surtees des ehemaligen britischen Rennfahrers John Surtees ein. Das Team fungierte fortan als Matchbox Team Surtees und startete während des Sponsorings ausschließlich in der Formel 2. Dafür wurde mit dem TS-10 ein eigenes Auto entwickelt und am 30. Januar 1972 im britischen Motorsport-Magazin Autosport der Öffentlichkeit präsentiert. Anfangs wurden zehn TS-10s gebaut, auch die privaten Teams von Carlos Ruesch und Andrea de Adamich erhielten jeweils einen TS-10.
Als Hauptfahrer für das Team Surtees konnte der Brite Mike Hailwood gewonnen werden, zu Beginn der Europameisterschafts-Saison fuhr auch John Surtees selbst noch Rennen. Später wurde dann mit dem Brasilianer Carlos Pace ein weiterer Fahrer verpflichtet. Die erste Formel-2-Saison verlief überaus erfolgreich und Hailwood konnte die Gesamtwertung nach Siegen in Mantorp Park, auf dem Salzburgring, in Rouen, auf dem Österreichring und auf dem Hockenheimring mit 55 Punkten für sich entscheiden.
Für die EM-Saison 1973/1974 wurde eine Weiterentwicklung des TS-10, der TS-15, präsentiert und Pace siegte im November 1972 bei dessen Premiere in einem Testrennen in Interlagos. Als neue Fahrer wurden der Deutsche Jochen Mass und der Brite Derek Bell verpflichtet, Mike Hailwood verließ daraufhin das Team.
Die Saison 1973/1974 verlief nicht ganz so erfolgreich wie die vorangegangene. Nach einem Deal über neue 2-Liter-Motoren zwischen March und BMW dominierte deren Fahrer Jean-Pierre Jarier die Saison und Jochen Mass erreichte „nur“ den zweiten Platz der Gesamtwertung. Nach Siegen in Kinnekulle auf dem Kinnekulle Ring (auf dem nur 1973 ein Rennen ausgetragen wurde) und beim Juli-Rennen auf dem Hockenheimring standen am Ende 41 Punkte zu Buche. Daraufhin beendete Matchbox sein Engagement in der Formel 2, da der Fokus nach der Einführung der Superfast-Modelle mehr auf das eigentliche Spielzeuggeschäft konzentriert werden musste.

## Trivia
- 1970 veröffentlichte der Illustrator und Autor Miroslav Šašek in Zusammenarbeit mit Matchbox das englischsprachige Kinderbuch Mike and the Modelmakers. In diesem wird die Geschichte der Autos von der Grundidee bis zur Verschiffung in alle Welt kindgerecht erklärt.
- Im September 1972 veröffentlichte die Band Black Sabbath auf ihrem vierten Album den Titel Cornucopia, worin ein Reim heißt: „Let them have their little toys / Matchbox cars and more kids joys“.
- 2010 wurde das ehemalige Matchbox-Stammwerk in Hackney zugunsten der bevorstehenden Olympischen Sommerspiele 2012 abgerissen. Heute befinden sich an dieser Stelle das Mabley Green, eine große Rasenfläche, und ein Fußballplatz.